# ニュージャージー州

ニュージャージー州
State of New Jersey

州の愛称: 庭園の州
The Garden State州のモットー: 自由と繁栄
Liberty and prosperity

ニュージャージー州（ニュージャージーしゅう、英: State of New Jersey）は、アメリカ合衆国東部の大西洋沿岸にある州。州の北東はハドソン川を境としてニューヨーク州に接し、西はペンシルベニア州に、西南の一角はデラウェア湾を挟んでデラウェア州に接している。南東と南は大西洋に面している。アメリカ合衆国50州の中で陸地面積では第47位、人口では第11位、人口密度では第1位。2011年の世帯当たり収入の中央値では第2位である。州都はトレントンで、最大の都市はニューアークである。
北東にニューヨーク、南西にフィラデルフィアと隣接しており、古くから2つの都市を結ぶ回廊、あるいは郊外都市、気軽なリゾート地としても発展を遂げてきた。著名な衛星都市としてはニューヨーク側にジャージーシティやニューアーク、フィラデルフィア側にカムデンやトレントンなど。中でもアトランティックシティは、東海岸随一のカジノ・シティとして有名である。
イギリスから最初に独立した13州のうちの1つであり、州名はイギリス海峡に位置するチャンネル諸島のジャージー島に由来する。
ガソリンスタンドがすべて人任せでセルフサービスできない全米で唯一の州である。ニューヨークに至る水辺は六つほどの高速道路が入り込んだ抱き合わせをしている。
| 家庭で話される言語（ニュージャージー州） 2010 | 家庭で話される言語（ニュージャージー州） 2010 | 家庭で話される言語（ニュージャージー州） 2010 | 家庭で話される言語（ニュージャージー州） 2010 | 家庭で話される言語（ニュージャージー州） 2010 |
| --------------------------------------------- | --------------------------------------------- | --------------------------------------------- | --------------------------------------------- | --------------------------------------------- |
|                                               |                                               |                                               |                                               |                                               |
| 英語                                          | 英語                                          |                                               | 71.31%                                        | 71.31%                                        |
| スペイン語                                    | スペイン語                                    |                                               | 14.59%                                        | 14.59%                                        |

| 人種構成（ニュージャージー州） 2010 | 人種構成（ニュージャージー州） 2010 | 人種構成（ニュージャージー州） 2010 | 人種構成（ニュージャージー州） 2010 | 人種構成（ニュージャージー州） 2010 |
| ----------------------------------- | ----------------------------------- | ----------------------------------- | ----------------------------------- | ----------------------------------- |
|                                     |                                     |                                     |                                     |                                     |
| 白人                                | 白人                                |                                     | 59.3%                               | 59.3%                               |
| ヒスパニック                        | ヒスパニック                        |                                     | 17.7%                               | 17.7%                               |
| 黒人                                | 黒人                                |                                     | 13.7%                               | 13.7%                               |
| アジア系                            | アジア系                            |                                     | 8.3%                                | 8.3%                                |
| ネイティブ・アメリカン              | ネイティブ・アメリカン              |                                     | 0.3%                                | 0.3%                                |
| 混血                                | 混血                                |                                     | 2.7%                                | 2.7%                                |

## 歴史
約1億8,000万年前のジュラ紀、ニュージャージー州となった地域は北アフリカに接していた。北アメリカとアフリカのプレートが衝突した圧力でアパラチア山脈が隆起した。約18,000年前の氷期には氷河がニュージャージーにも達した。氷河が後退するとその後にパセーイク湖や多くの川、湿地、峡谷が残った。
この地域に最初に入ったのはアメリカ・インディアンであり、ヨーロッパ人が到着したときには、レニ・レナペ族が支配していた。レナペ族はトウモロコシを主とする小規模の農業を行う緩やかな組織をもつ集団であり、デラウェア川、ハドソン川下流、ロングアイランド湾西部を取り巻く地域で移動する狩猟採集型社会の拡大を目指していた。レナペ族の社会は共通の母系先祖を元にする母系集団に分かれていた。これら集団はカメやオオカミなど動物の印で識別される3つの胞族に組織された。17世紀初期にオランダ人と遭遇しており、ヨーロッパ人との関係は主に毛皮交易を通じたものであった。

### 植民地時代
ニュージャージーの土地に最初に領有権を主張したのはオランダ人だった。ニューネーデルラント植民地は、現在の大西洋岸中部州の部分で構成されていた。ヨーロッパ人による土地の領有権という考え方はレナペ族に認められなかったが、オランダ西インド会社の政策では、植民者が入植する土地を購入することを求めていた。最初に購入したのはマイケル・ポーであり、ノース川に沿ったパボニアの領主となり、後にバーゲンと呼ばれた。ピーター・ミニュイットはデラウェア川沿いの土地を購入し、ニュースウェーデン植民地を設立した。1664年には、これら全域がイングランド領となった。この年、イングランドのリチャード・ニコルズ大佐の指揮するイングランド艦隊が現在のニューヨーク港に入り、アムステルダム砦を占領して全域をイングランド領に併合した。
イングランド内戦のとき、チャネル諸島のジャージーはイギリス王室に対する忠誠を守り、国王を匿っていた。国王チャールズ1世が処刑された後、1649年にその息子チャールズ2世はジャージーの主都セント・ヘリアのロイヤル広場で即位の宣言を行った。北アメリカの土地はチャールズ2世によって分割され、弟のヨーク公ジェームズにはニューイングランドとメリーランドに挟まれた地域を領主領（王室領植民地と区別）として与えた。ジェームズはハドソン川とデラウェア川に挟まれた地域（今日のニュージャージー州）を、イングランド内戦のときにも忠誠を尽くした2人の友人に与えた。それがジョージ・カートレットとストラットンの初代バークレー男爵ジョン・バークレーだった。この地域はニュージャージー植民地と名付けられた。
ニュージャージーはその始まりから、民族も宗教も多様であるという特徴があった。ニューイングランドの福音主義者達が、スコットランドの長老派教会員やオランダ改革派教会員と共に入植した。住民の大半は100エーカー (400,000 平方メートル) の土地を持って町に住んでおり、それ以上の広大な土地を所有する者は希だった。イングランドのクエーカー教徒やイングランド国教会員が大規模土地所有者だった。プリマス植民地、ジェームズタウンなど他の植民地とは異なり、ヨーロッパから直接移民して来るものではなく、他の植民地からの移住者で第二の人口増が起きた。植民地時代を通じて農業社会に留まり、田園が残り、換金作物を栽培する農業も間歇的なものだった。デラウェア川沿いのバーリントンやパースアンボイなどいくつかの町が、ニューヨーク市やフィラデルフィア市への重要な出荷港として出現した。土地が肥沃で、宗教に対して寛容な政策を採ったことが多くの開拓者を惹き付け、1775年までに人口は12万人になっていた。
イングランドがハッケンサック川とアーサー・キル沿いを支配するようになって最初の10年間、開拓者はおもにニューイングランドから来ていた。1673年3月18日、バークレーが持ち分である植民地の半分をイングランドのクエーカーに売却した。クエーカー教徒はクエーカーの植民地としてデラウェア・バレー地域に入植した。ウィリアム・ペンがしばらくその土地の信託者を務めていた。1674年から1702年の28年間は東ジャージーと西ジャージーという2つの植民地として統治された。当時はニューヨーク植民地あるいはニューイングランド王領の一部として扱われていた。
1702年、領主や総督ではなく王室の下に2つの植民地が統合された。王室植民地としてコーンベリー卿エドワード・ハイドが初代総督になった。しかし、ハイドはイギリス本国からは非効率で腐敗しており、賄賂をせしめて土地に投機していると見なされたため、1708年にイングランドに呼び戻された。その後、ニュージャージーはニューヨークの総督によって統治されたが、これにはニュージャージーの開拓者達が激高し、ニューヨークを依怙贔屓していると告発した。ルイス・モリス判事がこの訴訟の処理にあたり、1738年には国王ジョージ2世から総督に指名された。

### アメリカ独立戦争期
アメリカ独立戦争で、ニュージャージーはイギリスの支配に対して反抗した13植民地の1つとなった。ニュージャージー憲法が1776年7月2日に成立したが、これは第二次大陸会議でアメリカがイギリスからの独立を宣言する2日前のことだった。憲法を採択したのは植民地議会であり、そのまま州議会となった。中立性を保つために、ニュージャージーがイギリスと和解に達した場合には、この憲法が無効になるものとされていた。

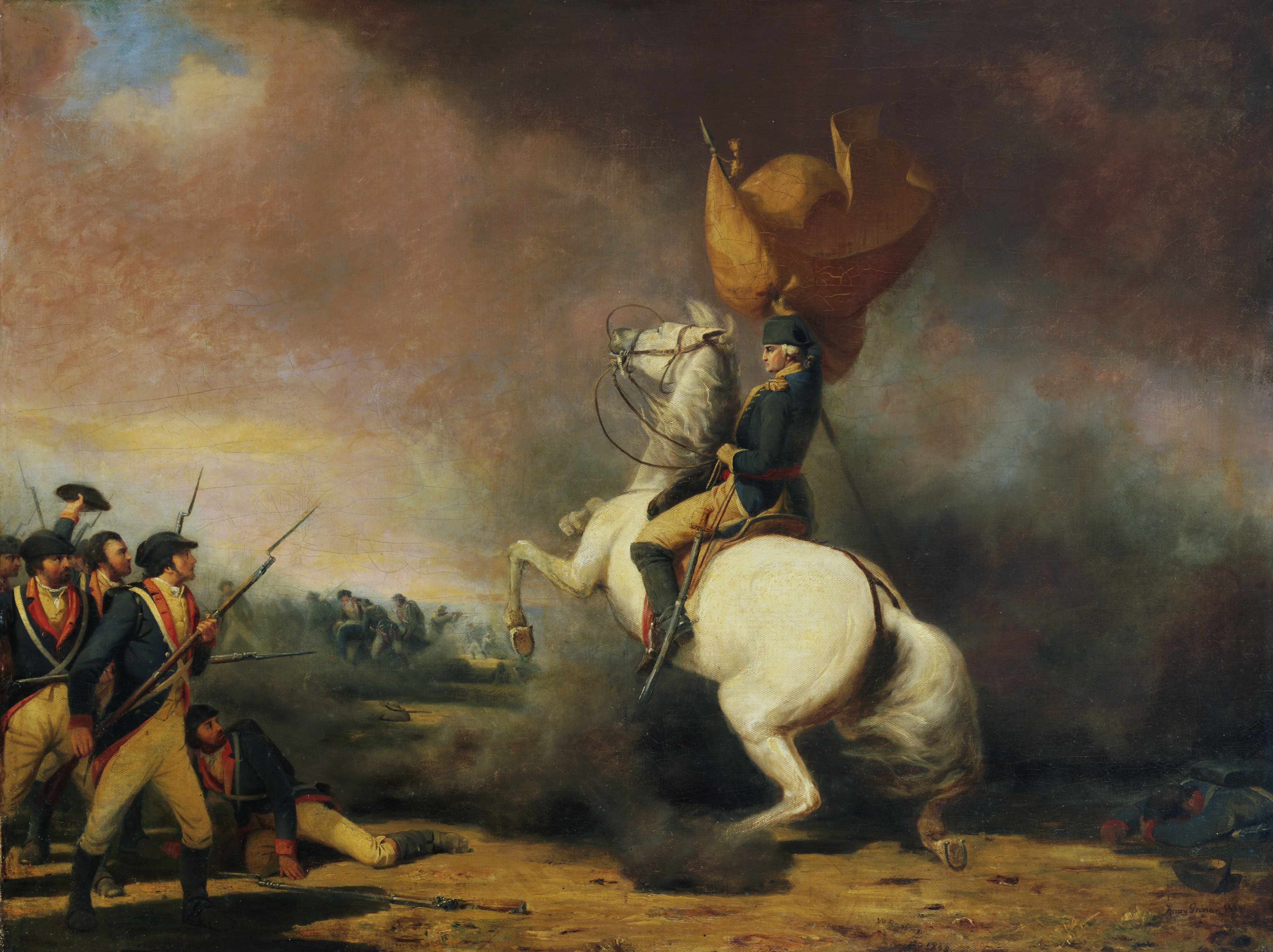
プリンストンの戦いで部隊を鼓舞するジョージ・ワシントン

大陸会議に対するニュージャージーの代表、リチャード・ストックトン、ジョン・ウィザースプーン、フランシス・ホプキンソン、ジョン・ハート、エイブラハム・クラークがアメリカ独立宣言に署名した。
独立戦争の間、イギリス軍とアメリカ軍が何度もニュージャージーを行き来し、いくつか重要な戦闘も起こったため、「革命の交差点」と呼ばれることも多い。ジョージ・ワシントン将軍がモリスタウンを2冬にわたって冬季宿営地としたことから、革命の軍事首都とも呼ばれた。
1776年12月25日から26日の夜、ワシントン将軍指揮下の大陸軍がデラウェア川を渡り、渡河後におきたトレントンの戦いでドイツ人傭兵部隊を急襲し破った。この戦闘からわずか1週間後に第二次トレントンの戦いが起こり、イギリス軍のチャールズ・コーンウォリス将軍の進軍を防いで大きな勝利を掴んだ。さらに1777年1月3日にはプリンストンを急襲して同地のイギリス軍を破った。エマヌエル・ロイツが描いた『デラウェア川を渡るワシントン』は独立戦争の象徴になった。
ワシントン指揮下のアメリカ軍は、1778年6月にもヘンリー・クリントン指揮下のイギリス軍とモンマスの戦いで会したが、引き分けに終わった。ワシントンは急襲でイギリス軍部隊を捉えようとしたが、イギリス軍がアメリカ軍の側面を衝くと、アメリカ軍は算を乱して後退した。アメリカ軍は再度編成し直され、イギリス軍の攻撃に耐えた。
1783年夏、大陸会議がプリンストン大学のナッソーホールで開催されたため、プリンストンは4か月の間 首都になった。独立戦争を終わらせるパリ条約が調印されたという報せが入ったのもこの時だった。
1787年12月18日、ニュージャージー州はアメリカ合衆国憲法を批准した3番目の州になった。この憲法はニューヨーク州やペンシルベニア州がヨーロッパからの輸入品に関税を課すことを妨げていたので、ニュージャージー州では人気が高かった。1789年11月20日、権利章典を批准した新生アメリカ合衆国で最初の州になった。
1776年に採択されたニュージャージー州憲法では、「一定以上の富を持つ」全ての住人に選挙権を制限していた。これには女性や黒人も含んだが、結婚した女性はその夫とは別に独自の資産を持てなかったので、選挙権がなかった。1807年、州議会は憲法が普遍的に「白人男性」に選挙権を与え、貧者を除外するという解釈を与えた法案を成立させた。

### 19世紀
1804年2月15日、ニュージャージー州は北部では最後に奴隷制度を廃止した州となり、現存する奴隷制度を緩やかになくしていく法を成立させた。このため、徐々に奴隷人口は減っていき、南北戦争が近付いたころには州内で1ダースばかりのアフリカ系アメリカ人が自由人の見習い状態にあるだけになっていた。当初州民は奴隷制度を禁じ、黒人に権利を認める憲法修正の批准を拒んだ。
1844年、二代目の州憲法が批准されて施行された。これによって郡が州上院議員を選ぶ選挙区となり、マーサー郡の新設など郡境の調整が続いた。この規定は1947年憲法でも継続されたが、1962年の「ベイカー対カー事件」に対するアメリカ合衆国最高裁判所判決で違憲とされた。1844年の憲法は1776年の憲法より州知事の権限が強かったが、知事に対してあるいは州民に対して責任のない役職を多く創り出していた。また任期は3年間としたが、再選は認められなかった。
独立戦争とは異なり、ニュージャージー州で南北戦争の戦闘は起きなかった。しかしその戦争期間を通じて8万人が北軍に従軍し、南軍と対抗した。

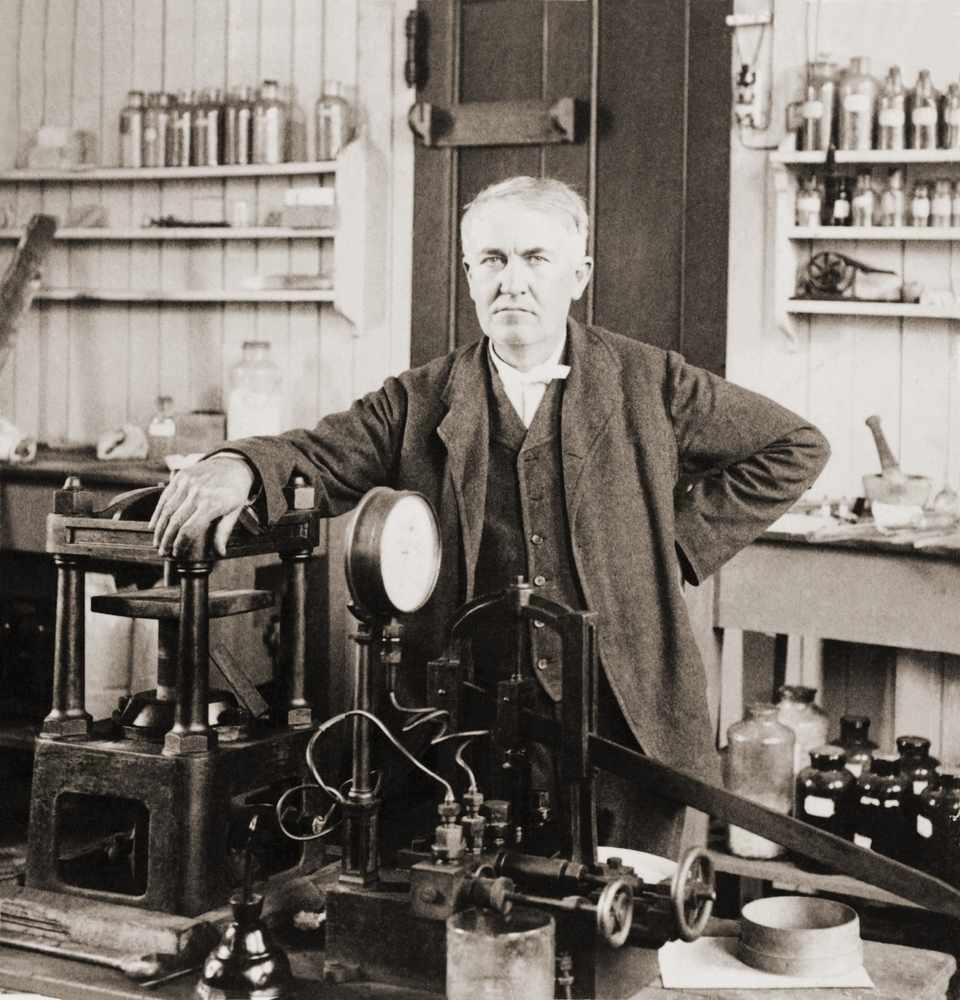
トマス・エジソン、1901年、ウェストオレンジの研究室で

エイブラハム・リンカーンが出馬した2度の大統領選挙において、ニュージャージー州は2度とも対抗馬の候補者を選んだ北部州の3州の1つになった（他はデラウェア州とケンタッキー州）。1860年ではスティーブン・ダグラスを、1864年ではジョージ・マクレランを選んだ。マクレランは1878年から1881年に州知事を務めた。南北戦争の初期は共和党知事チャールズ・スミス・オルデンが指導し、その後は民主党のジョエル・パーカーが継いだ。
産業革命期、パターソンなどの都市が成長し、繁栄した。それまでの経済は農業依存であり、収穫の良否に左右されたり土壌が痩せつつあるなどの問題があった。このため経済の工業への転換が進み、まずは繊維や絹など日用品の製造が進められた。発明家トマス・エジソンは産業革命期の重要人物であり、1,093の特許を取得し、その多くをニュージャージー州で働きながら発明した。エジソンの施設はまずメンローパークに、その後ウェストオレンジに置かれ、おそらく国内初の研究所だと考えられている。メンローパークのクリスティ通りは街灯が灯った世界初の大通りとなった。蒸気機関車や蒸気船が導入されて交通も様変わりした。
19世紀半ばには鉄鉱石鉱業も重要な産業だった。州南部パインランドにある沼鉄鉱鉱山は国内初の鉄鉱石出荷元となった。マウントホープ、マインヒル、ロックウェイバレーなどの鉱山が発見され、鉱業が発展した。新しい町がうまれ、またモリス運河などの需要が生じ、建設への大きな推進力となった。スターリングヒル鉱山では亜鉛の採掘も主要産業となった。

### 20世紀

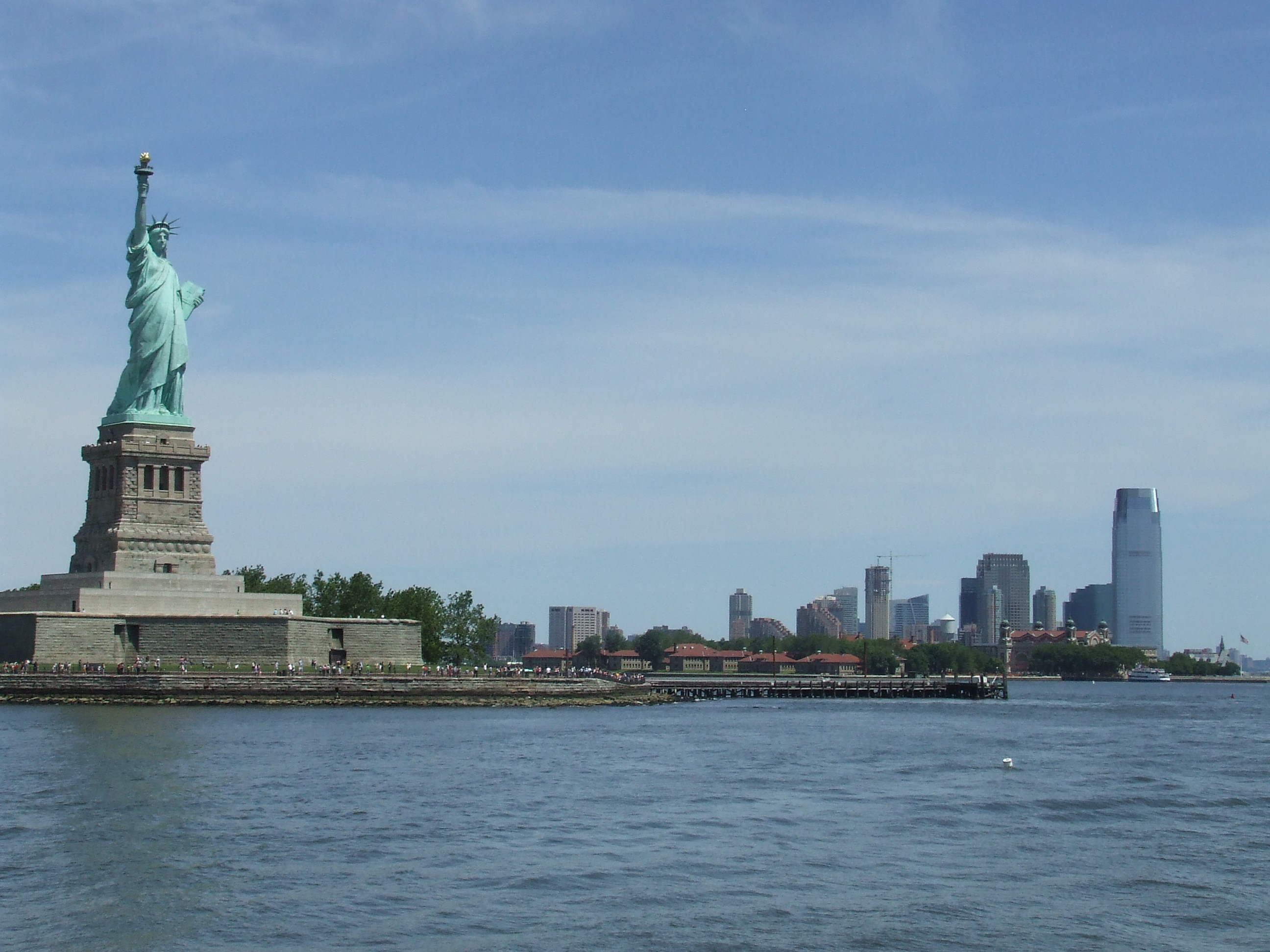
自由の女神とジャージーシティ

ニュージャージー州は二度の世界大戦で軍需品生産の中心となり、特に海軍艦艇の建造が盛んだった。戦艦、巡洋艦、駆逐艦は全て州内で建造された。第二次世界大戦時アメリカ国内の軍需品の6.8%を製造し、国内48州の中では第5位だった。さらに1917年建設のディックス砦（当初はキャンプ・ディックスと呼ばれた）、キャンプ・メリット、1941年建設のキャンプ・キルマーは全て、両大戦中に兵士を収容し訓練するために建設された。冷戦時代には防衛のための主要地域となった。ナイキミサイルの基地が14か所建設され、特にニューヨーク市とフィラデルフィア市の防衛が目的とされた。第二次世界大戦でジョン・F・ケネディ中尉が指揮した魚雷艇PT-109は、ベイヨンのエルコ・ボートワークスで建造された。航空母艦USSエンタープライズ（CV-6)は1950年代にベイヨンのミリタリー・オーシャン・ターミナルで短期間ドック入りし、その後カーニーに送られてスクラップにされた。1962年、世界初の原子力推進貨物船NSサバンナがカムデンで進水した。
狂騒の20年代もニュージャージー州は繁栄した。1921年、アトランティックシティで最初のミス・アメリカ・コンテストが開催され、1927年にはジャージーシティとマンハッタンを繋ぐホランド・トンネルが開通し、1933年にはカムデンで最初のドライブインシアターが開業した。1930年代の世界恐慌時代、失業者には物乞い免許を提供し、ツェッペリンの飛行船ヒンデンブルク号がレイクハースト上空で炎上墜落し、SSモロキャッスルは海上で出火した後にアシュベリーパーク近くに座礁した。
1951年、ニュージャージー・ターンパイクが開通し、州北部（およびニューヨーク大都市圏）と南部（およびフィラデルフィア大都市圏）の移動が速くできるようになった。
1960年代、多くの工業都市で人種暴動が起こった。最初のものは1964年8月2日、ジャージーシティで起きた。1967年にはニューアーク、1967年にはプレーンフィールドと続いた。1968年4月にはマーティン・ルーサー・キング・ジュニア牧師が暗殺され、他の暴動に繋がった。1971年にはカムデンでも暴動が起こった。
1976年、ニュージャージー州最高裁判所から学校の平等性を保つための資金手当を行うよう命令が出され、ニュージャージー州議会は所得税法案を成立させた。これ以前には所得税を課していなかった。

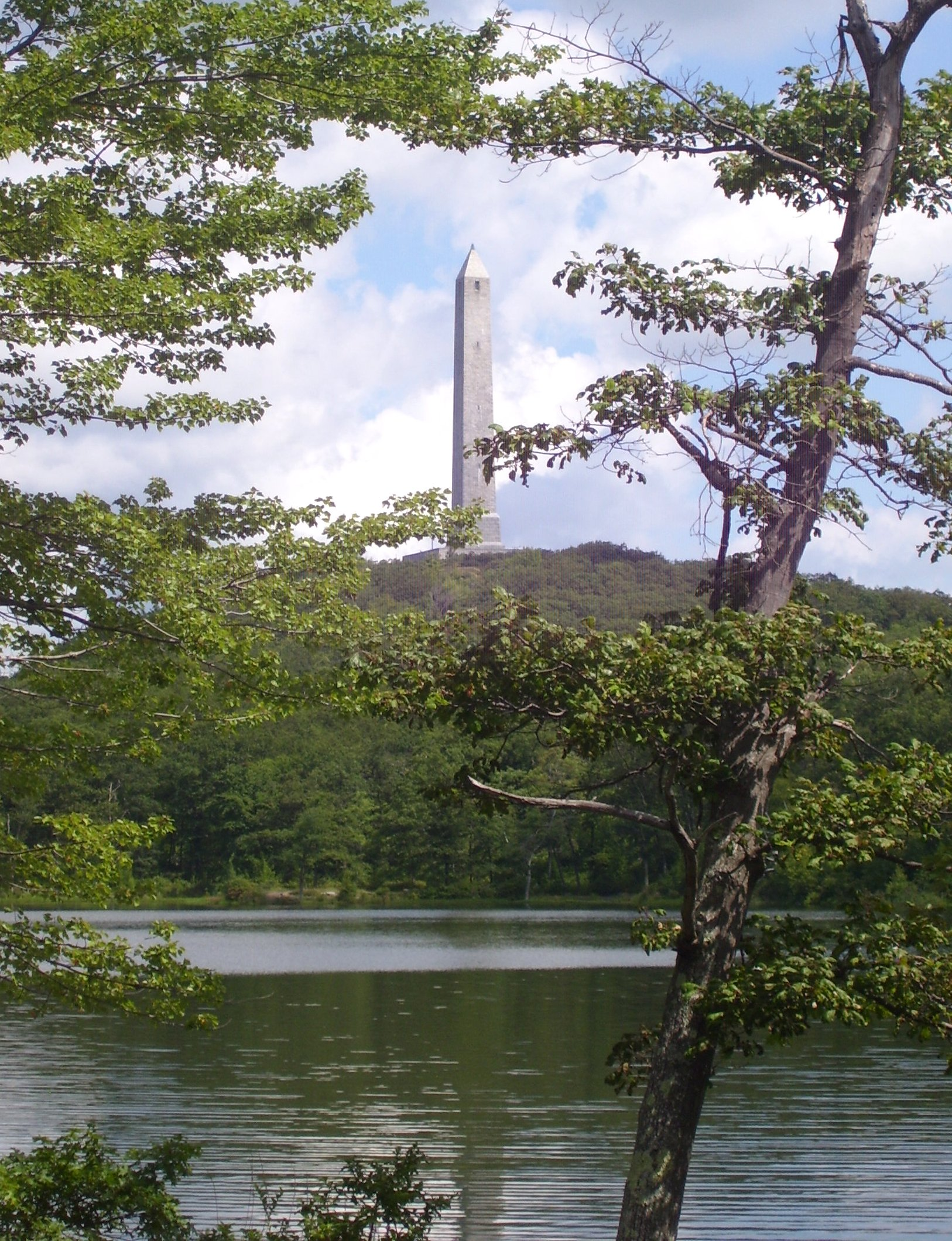
ハイポイント記念碑、サセックス郡ハイポイントのマーシャ湖より望む、海抜1,803フィート (550 m) あり、州内最高地点である

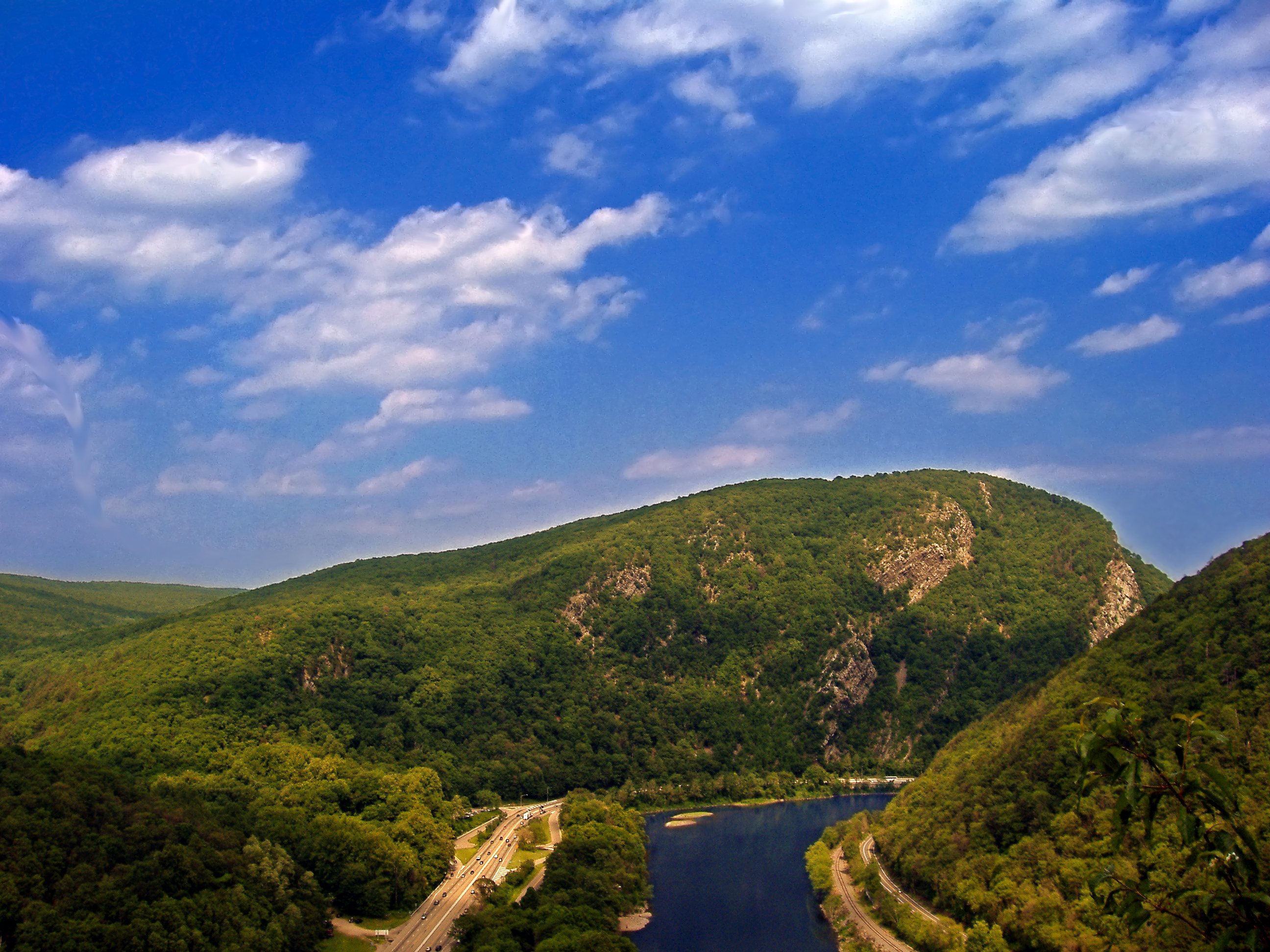
ペンシルベニア州境にあるデラウェア・ウォーターギャップ

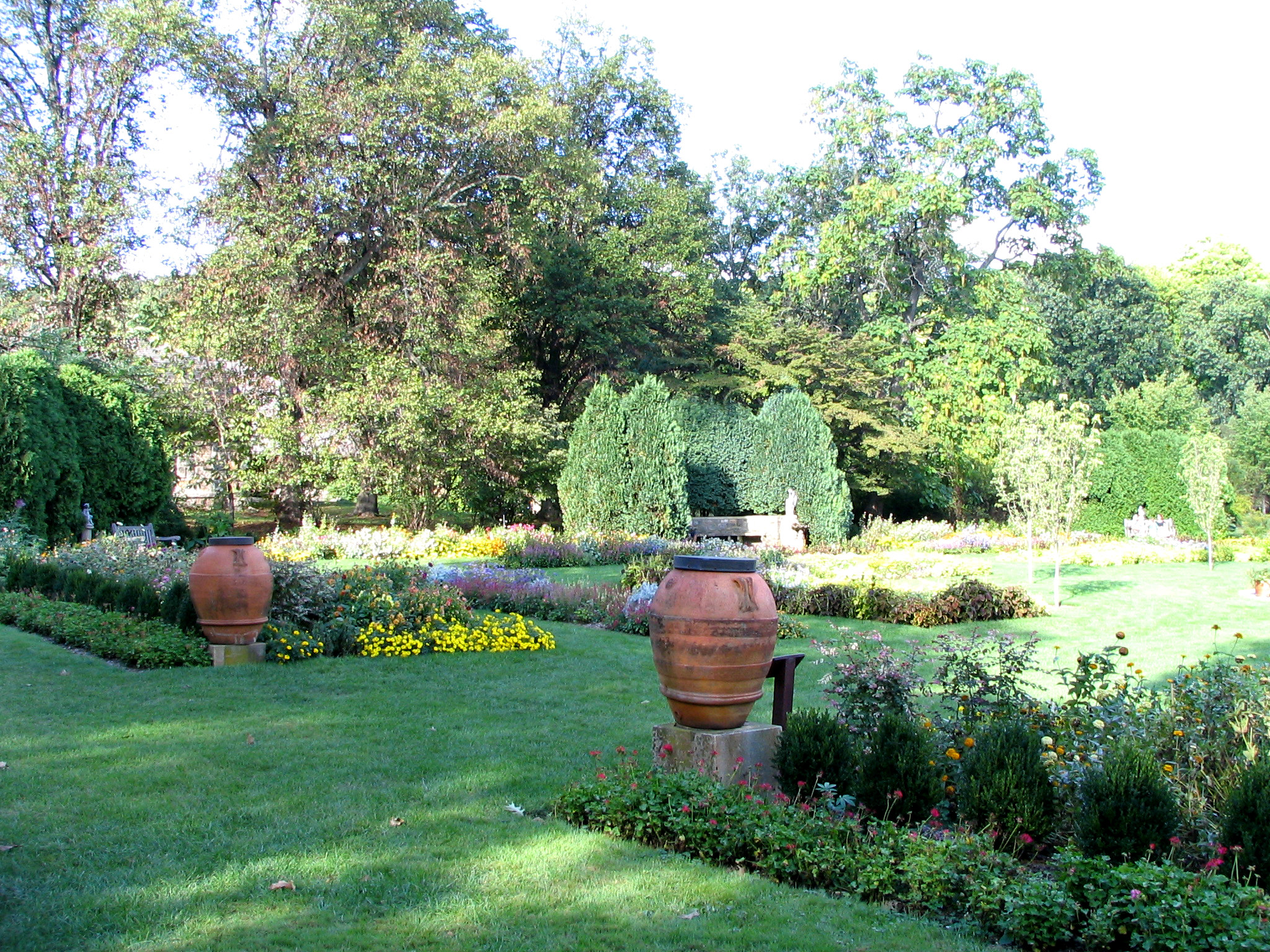
リングウッド州立公園スカイランドのニュージャージー州植物園、パセーイク郡とバーゲン郡に跨る

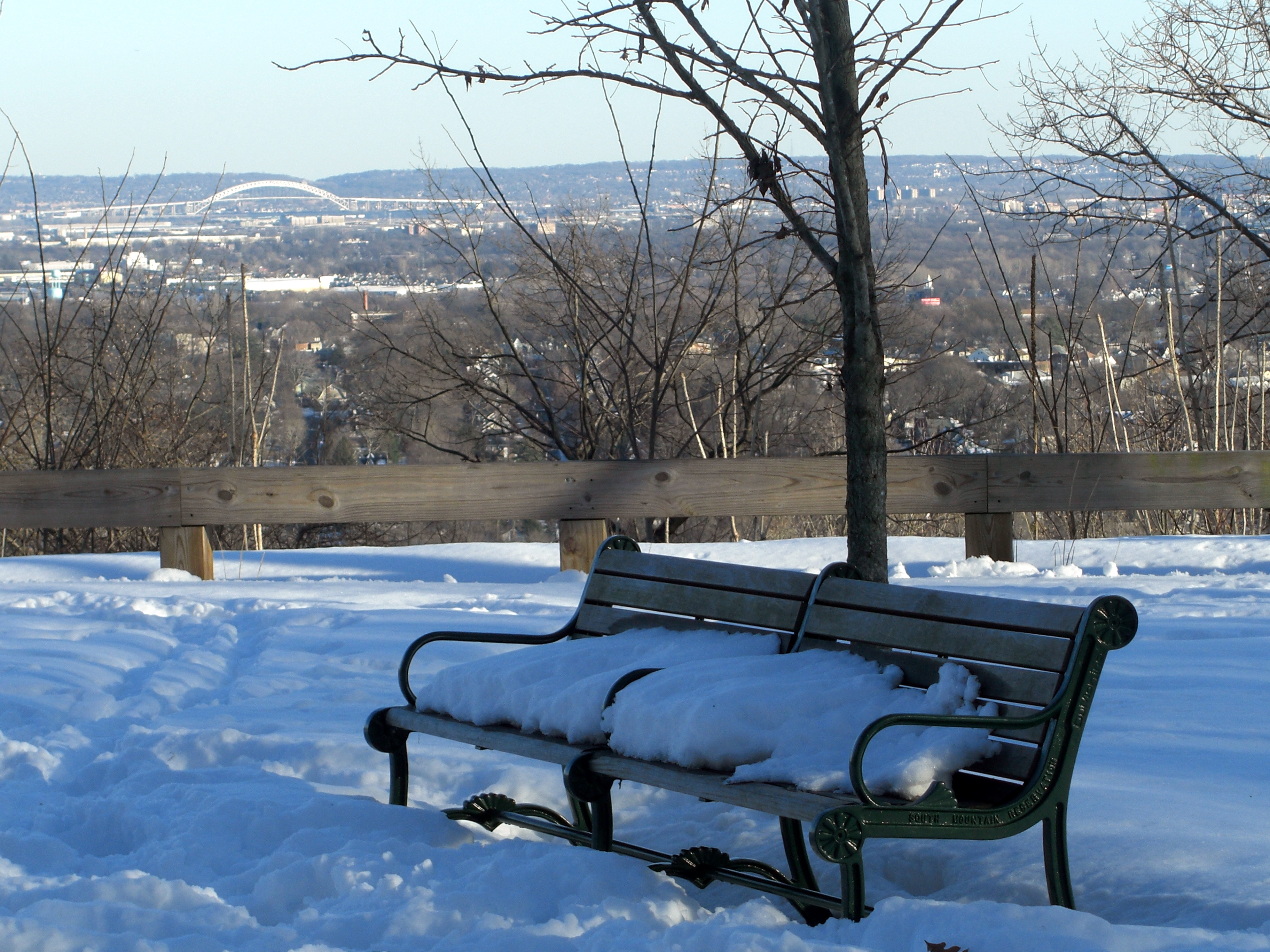
エセックス郡ミルバーンのサウス山保有地

## 地理

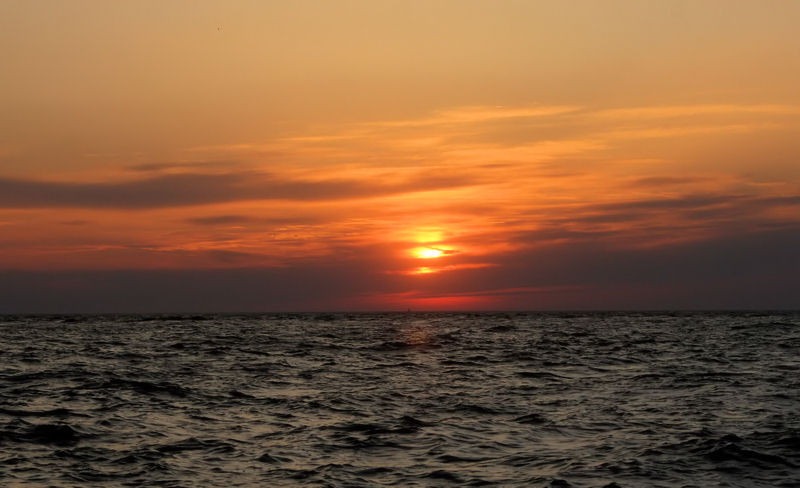
ジャージーショアのメイ岬の夕日

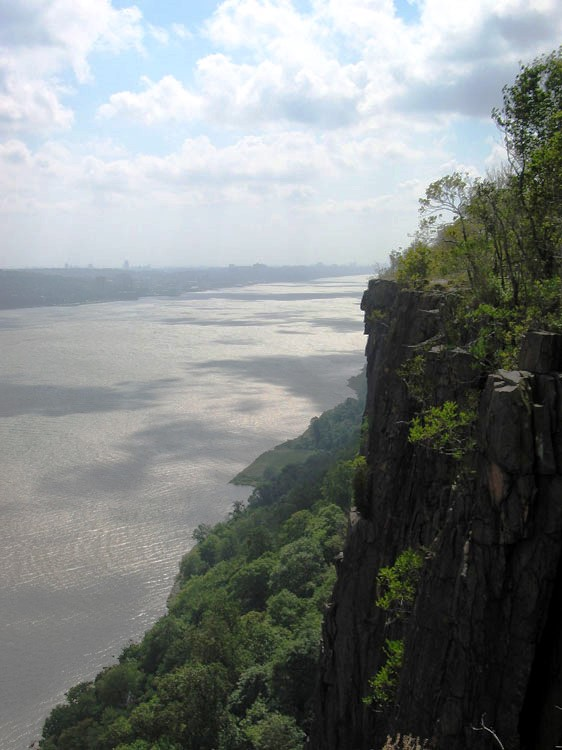
パリセイズ州間公園の部分、ニュージャージー・パリセイズの崖はハドソン川を見下ろす

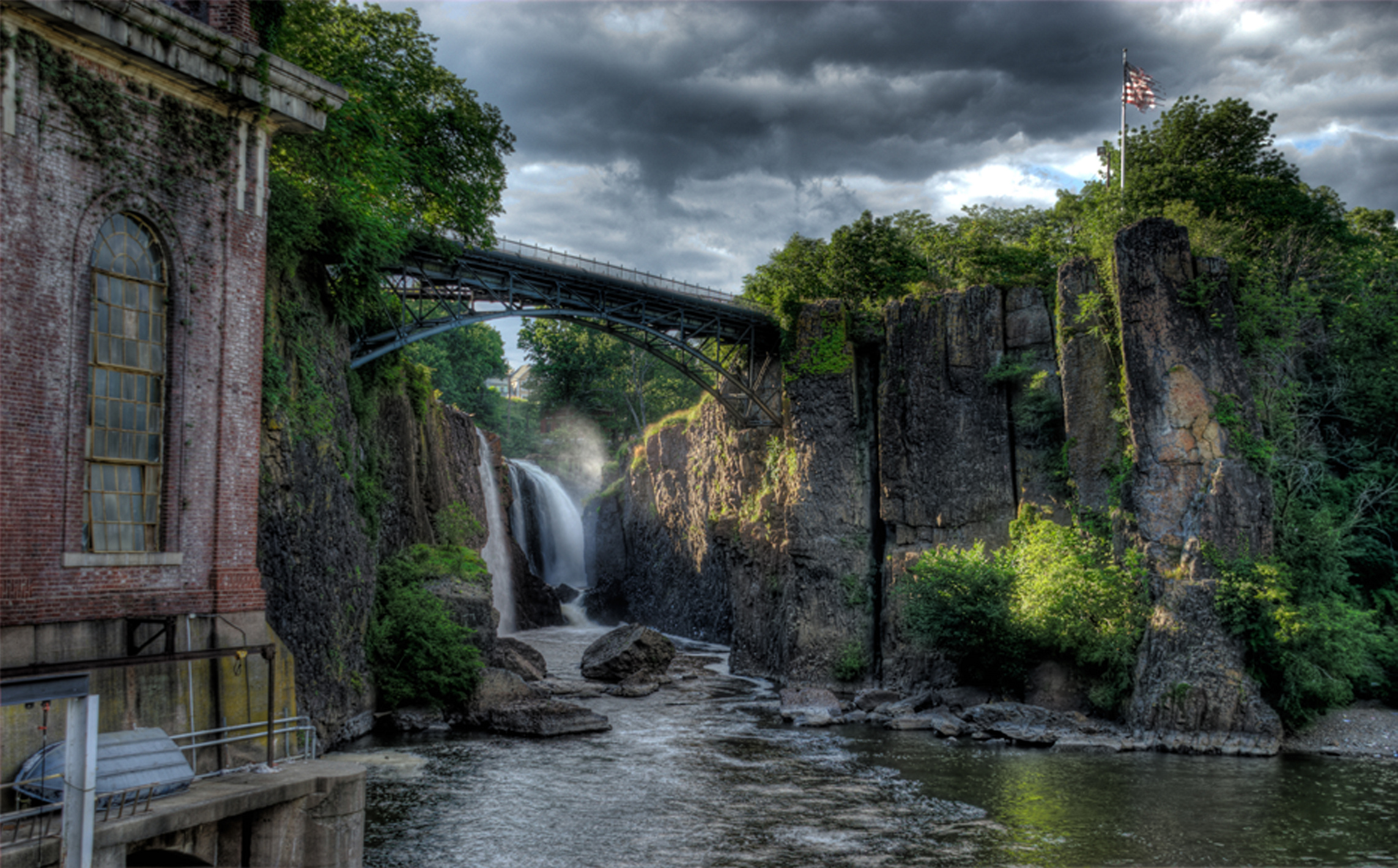
パターソンを流れるパセーイク川のグレートフォールズ、2011年11月に国立公園に指定、合衆国東部では最大級の滝がある

ニュージャージー州は、北と北東はニューヨーク州（その部分はハドソン川、ニューヨーク湾上流、キルバンクル、ニューアーク湾、アーサー・キルの対岸）、東は大西洋、南西はデラウェア湾の対岸にデラウェア州、西はデラウェア川越しにペンシルベニア州と接している。ニュージャージー州の西部境界線はデラウェア川によって大きく明示される。ニュージャージー州はボスウォッシュ（都市圏）の中心地である。
ニュージャージー州は地形と人口に基づいて5つの地域に区分できる。北東部はゲイトウェイ地域と呼ばれ、ニューヨーク市マンハッタンに最も近く、住人の多くがニューヨーク市に通勤している。北西部はスカイランズと呼ばれ、北東部に比べて樹木が多く、田園が残り、山も多い。ジャージーショアは州東中部と南東部の大西洋岸にあり、独自の自然、住宅地、生活様式がある。デラウェア・バレーは州南西部の郡が入り、フィラデルフィア大都市圏に入る。5番目の地域は州南部内陸のパイン・バーレンである。リギダマツなどの松とブラックジャックオーク、クエルクス・イリシフォリアなどのオーク、そしてヌマヒノキの混合林で覆われ、他の地域に比べて人口密度が低い。パインランズ国立保護区は1988年にユネスコの生物圏保護区に指定された。その南東部の海沿いのエドウィン・B・フォーサイス国立野生生物保護区にはアメリカガモ、シロハラネズミガン、フエコチドリ、ハクトウワシ、アメリカコアジサシ、ベニアジサシなどが生息し、1986年にラムサール条約登録地となった。
ニュージャージー州は大まかに3つの地理的地域に分けることもできる。北ジャージー、中央ジャージー、および南ジャージーである。中央ジャージーは独自の特性を持っていないと考える住民も居るが、北ジャージーや南ジャージーとは異なる地形や文化があると見なす人もいる。
アメリカ合衆国行政管理予算局は7つの大都市圏に区分しており、その中にはニューヨーク市あるいはフィラデルフィア大都市圏に含まれる16の郡が入っている。4郡は独立した大都市圏であり、ウォーレン郡はペンシルベニア州のリーハイ・バレー大都市圏に含まれる。
サセックス郡モンタギュー・タウンシップにあるハイポイントが、標高1,803フィート (550 m) で州内最高地点である。ハドソン川下流西岸にあるパリセイズには険しい崖の連なりがある。
州内主要河川として、ハドソン川、デラウェア川、ラリタン川、パセーイク川、ハッケンザック川、ラーウェイ川、マスコネトコング川、マリカ川、ランコカス川、マナスカン川、モーリス川、トムズ川がある。
東部海岸に突き出るサンディフックはレクリエーション海岸である。大西洋岸にあるバーナゲット半島からさらに突き出した砂嘴である。東部海岸の防波島であるロングビーチ島もレクリエーション海岸である。この島に行くには本土とを繋ぐ橋がある。その北端にバーナゲット灯台がある。
アメリカ合衆国国立公園局が管理する地域には次のものがある。
- アパラチアン・トレイル
- デラウェア国立景観河川
- デラウェア・ウォーターギャップ国立レクリエーション地域
- エリス島国立保護区
- ゲイトウェイ国立レクリエーション地域、モンマス郡
- グレートエッグハーバー川
- モリスタウン国立歴史公園、モリスタウン
- ニュージャージー海岸遺産トレイル
- ニュージャージー・パインランズ国定保存地（英語版）
- トマス・エジソン国立歴史公園、ウェストオレンジ

その他特徴ある地形として次のものがある。
- デラウェア・ウォーターギャップ
- グレートスワンプ国立野生生物保護区
- ザ・ハイランズ
- ニュージャージー・メドウランズ
- パインバーレンズ
- サウス山

### 気候
ニュージャージー州の気候は地形的な特徴と同様に多様である。南部、中部、北東部は湿潤な温帯気候にある。北西部は湿潤大陸性気候であり、標高が高いために冷涼である。年間日照時間は2,400ないし2,800時間である。
通常の夏は暑く湿度が高い。州全体の平均最高気温は82°F (28 ℃) から87°F (31 ℃)、最低気温は60°F (16 ℃) から69°F (21 ℃) である。気温が90°F (32 ℃) を超える日は毎夏平均25日あるが、100°F (38 ℃) を超えるのは数年に一度である。冬は寒く、平均最高気温は34°F (1 ℃) から43°F (6 ℃)、最低気温は16°F (-9 ℃) から28°F (-2 ℃) である。短時間に10°F (-12 ℃)を下回る時があれば、50°F (10 ℃)をこえるようなこともある。北西部は特に寒く0°F (-18 ℃)を下回るのが普通である。春と秋は温暖の差があり、夏よりは雨が少ない。植物耐寒性区分では、北西部の6からケープメイ近くでの7Bと8Aの境目まで変化している。
年間平均降水量は43インチ (1,100 mm) から51インチ (1,300 mm) であり、年間を通じて平均した雨が降る。冬季の降雪量は、南部と海岸近くで10インチ (25 cm) ないし15インチ (38 cm)、北東部と中央部で15インチ (38 cm) ないし30インチ (76 cm)、北西部高台で40インチ (100 cm) ないし50インチ (125 cm) だが、年によって違いが大きい。降水日は年間平均120日あり、雷雨は25日から30日、その大半は夏季に起きている。
冬と初春はノースイースターの風が吹き、アメリカ合衆国北東部全体に吹雪や洪水を起こすことがある。ハリケーンや熱帯低気圧、竜巻、地震は希である。ただし、2012年10月29日のハリケーン・サンディは時速90マイル (40 m/s) の暴風を伴って上陸し、大きな被害を出した。
| 州内各都市での月別平均最高最低気温 °C (°F) |              |              |              |              |               |               |               |               |               |               |               |              |
| 都市                                       | 1月          | 2月          | 3月          | 4月          | 5月           | 6月           | 7月           | 8月           | 9月           | 10月          | 11月          | 12月         |
| サセックス                                 | 1/−9 (34/16) | 3/−8 (38/18) | 8/−4 (47/26) | 15/2 (59/36) | 21/7 (70/45)  | 25/12 (78/55) | 28/16 (82/60) | 27/14 (81/58) | 23/10 (73/50) | 17/4 (62/38)  | 11/−1 (51/31) | 4/−6 (39/22) |
| ニューアーク                               | 4/−4 (39/24) | 6/−3 (42/27) | 10/1 (51/34) | 17/7 (62/44) | 22/12 (72/53) | 28/17 (82/63) | 30/20 (86/69) | 29/20 (84/68) | 25/15 (77/60) | 18/9 (65/48)  | 13/4 (55/39)  | 6/−1 (44/30) |
| アトランティックシティ                     | 5/−2 (42/29) | 6/−1 (44/31) | 10/3 (50/37) | 14/8 (58/46) | 19/13 (67/55) | 24/18 (76/64) | 27/21 (81/70) | 27/21 (80/70) | 24/18 (75/64) | 18/11 (65/53) | 13/6 (56/43)  | 8/1 (46/34)  |
| ケープメイ                                 | 6/−2 (42/28) | 7/−2 (44/29) | 11/2 (51/35) | 16/7 (61/44) | 21/12 (70/53) | 26/17 (79/63) | 29/20 (85/68) | 29/19 (83/67) | 25/16 (78/61) | 19/9 (67/50)  | 14/4 (57/41)  | 8/0 (47/32)  |

## 人口動態

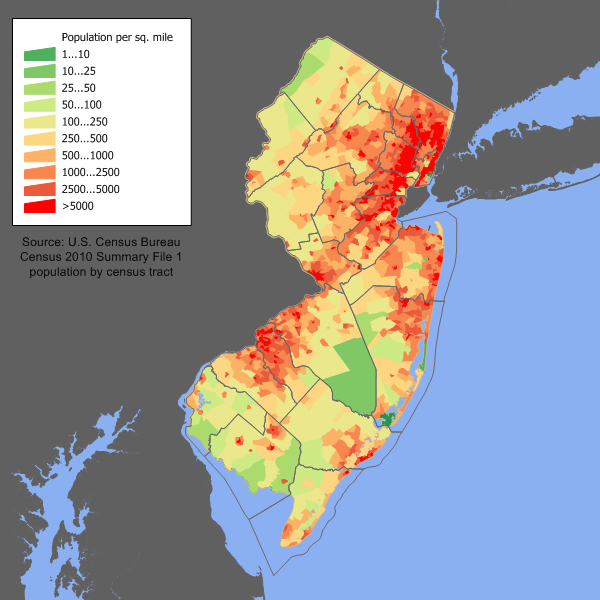
ニュージャージー州の人口分布図

2020年国勢調査時点でのニュージャージー州の人口は9,288,994人となっていた。2010年国勢調査での8,791,894人から5.65%増加していた。ニュージャージー州の住民は通例 "ニュージャージアン"と呼ばれている。2020年時点で国内50州のうち人口では第11位、人口密度は483人/km2で第1位である。州民の多くはニューヨーク市やフィラデルフィア市の大都市周辺と東部ジャージー海岸に住んでおり、最南部と北西部は比較的密度が小さい。
州の最大都市であるニューアーク市は国内で4番目に貧しい都市であるが、ニュージャージー州自体は世帯当たり年収の中央値で、国内で2番目に富裕な州でもある。これは州の大半が大都市郊外部となっており、住民の多くはニューヨーク市やフィラデルフィア市に通う裕福な層であることが大きな理由である。
ニュージャージー州の人口重心はニュージャージー・ターンパイク（高速道路、略称 : NJTP）の東、ミドルセックス郡のミルタウンとされている。
2010年、人口の6.2%は5歳以下、23.5%が18歳以下と報告され13.5%は65歳以上である。女性は人口のおおよそ51.3%である。
面積当たりの科学者と技術者の数で世界一である。

### 人種、民族、および祖先
2010年国勢調査に拠れば、ニュージャージー州の人種による人口構成は次のようになっている。
- 68.6% 白人
- 13.7% 黒人
- 8.3% アジア
- 0.3% インディアン
- 6.4% その他の人種
- 2.7% 混血
- 17.7% ヒスパニック（人種によらない）

非ヒスパニック白人の比率は2011年時点で58.9%である。1970年には85%だったことから、かなりの減少となっている。
2000年時点で、ニュージャージー州で申告された祖先による構成比は、以下の通りだった。イタリア系 (17.9%)、アイルランド系 (15.9%)、アフリカ系 (13.6%)、ドイツ系 (12.6%)、ポーランド系 (6.9%)。

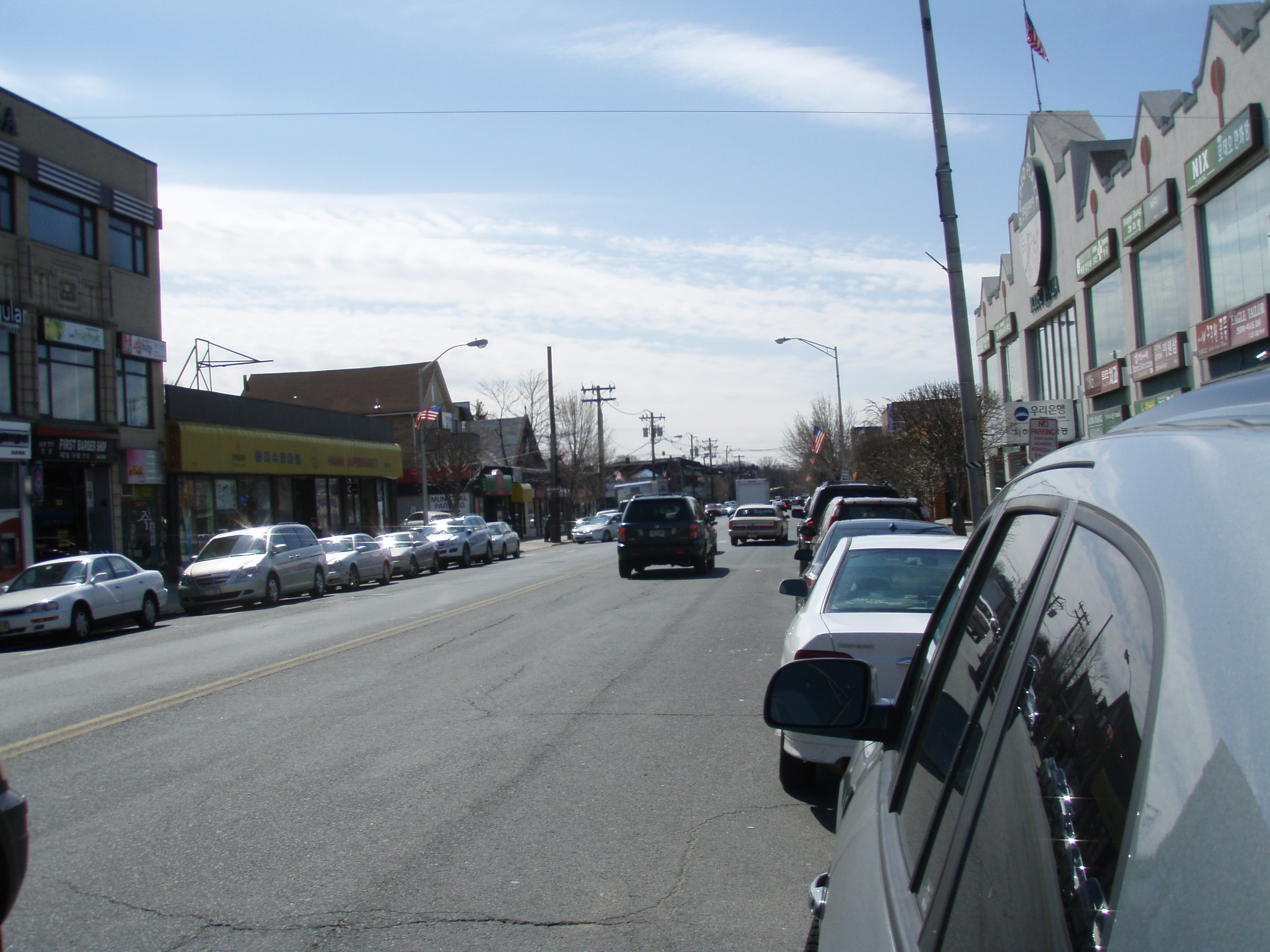
バーゲン郡パリセイズパークのコリアンタウン、ブロード・アベニュー、韓国系アメリカ人の人口構成比が52%と多数派になっている

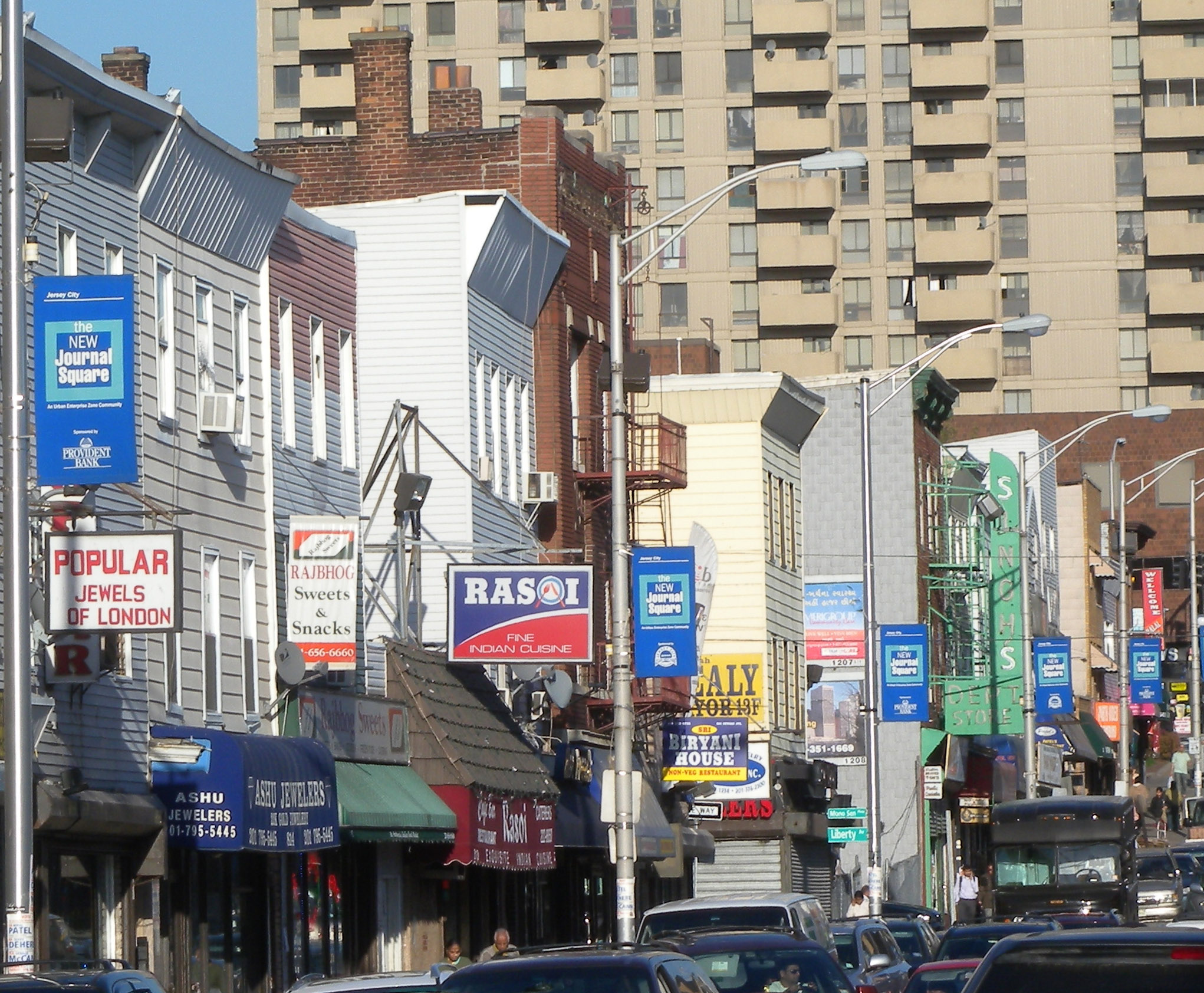
ハドソン郡ジャージーシティのインド・スクエア

ニュージャージー州の大都市圏区分図、青色系の郡がニューヨーク大都市圏、緑色系の郡がフィラデルフィア大都市圏に入る。マーサー郡はニューヨーク広域都市圏に、アトランティック、ケープメイ、カンバーランド各郡はフィラデルフィア大都市圏に、ウォーレン郡はリーハイ・バレー都市圏に入ると考えられる

ニュージャージー州は国内でも最大級に民族と宗教の多様な州である。2011年時点で1歳未満の州民の56.4%は少数民族の両親に生まれていた（非ヒスパニック白人も少数民族に数える）。2000年国勢調査に拠れば、ユダヤ系人口比率はニューヨーク州に次いで第2位である。イスラム教徒の比率もミシガン州に次いで第2位である。ペルー系人口比率は第1位、キューバ系人口比率はフロリダ州に次いで第2位、アジア系人口比率とイタリア系人口比率は第3位だった。アフリカ系、ヒスパニック系、アラブ系、ブラジル系、ポルトガル系も高い数字を示している。インド系は絶対数で国内第3位だった。韓国系は第3位 （主にフォートリーのコリアタウン）フィリピン系は第4位、中国系は第4位だった。
2011年3月時点で約2,500人の日系アメリカ人がエッジウォーターとフォートリーに集中して住んでいる。これは州内でも最大の集中度である。
2000年国勢調査に拠れば、5歳以上の人口の12.3%が家庭でスペイン語を話しており、イタリア語は1.1%、ポルトガル語は1.0%、タガログ語は1.0%だった。これは出身民族の多様化が進み、州内各地に同一民族が集中するコミュニティが多く出来ていることも影響している。

### 宗教
2001年時点で、ニュージャージー州民の宗教宗派別構成比は次のようになっている。
- キリスト教 –67%
  - ローマ・カトリック –37%
  - プロテスタント –30%
    - バプテスト –8%
    - メソジスト –6%
    - 長老派教会 –4%
    - 他のプロテスタントまたは一般的なプロテスタント –8%

  - 他のキリスト教 –4%
- ユダヤ教 –2%
- イスラム教 –1%
- 他の宗教 (e.g. ヒンドゥー、シーク教徒) –1%
- 無宗教、回答なし –20%

## ネイティブ・アメリカン

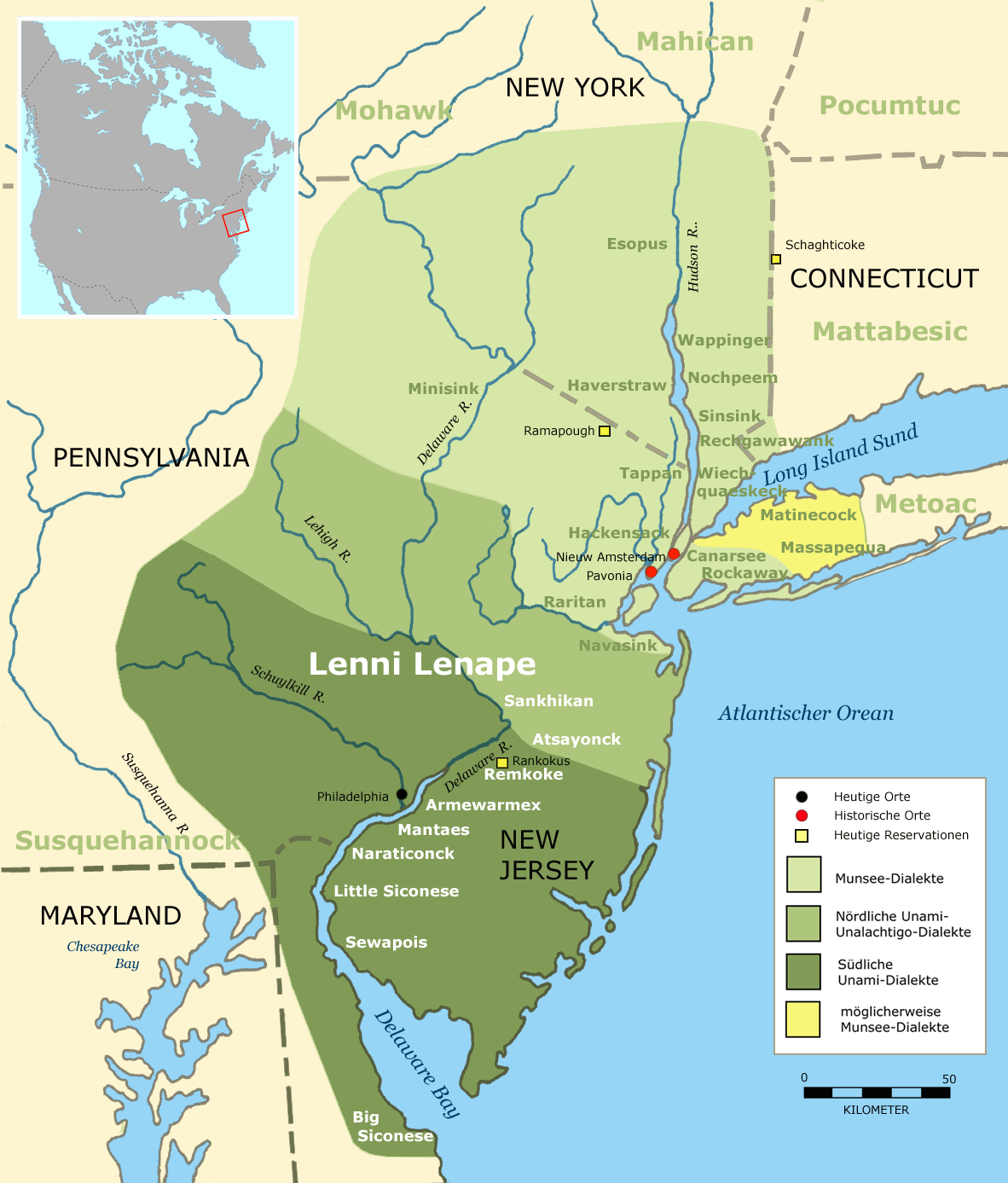
ニュージャージー州のかつてのレナペ部族連合

この地には、チェロキー族、マナホアク族、メヘリン族、モナカン族、ナヒッサン族、ノッタウェイ族、オッカネーチ族、ポウハタン族、サポニ族、シャコリ族、ショーニー族、ツテロ族などが先住し、ウィグワムの集落を形成して定住農耕生活を営んでいた。
同地のネイティブ・アメリカンはイギリス、フランス、アメリカ入植政府との覇権争いに巻き込まれ、代理戦争を演じさせられて大きく数を減らした。1830年になると、アンドリュー・ジャクソン大統領が「インディアン移住法」を強行制定し、ほとんどの部族は他州へ強制移住させられた。
なおもこの州に残ったネイティブ・アメリカン部族はすべて、アメリカ連邦政府に認定されておらず、「絶滅部族」扱いとして連邦協定では存在しないことになっている。したがって連邦協定に基づく保留地（Reservation）も領有していない。
4つの部族とひとつの団体が現在、州政府からの認定を受け州立保留地を領有しており、おもに観光・保養リゾートに注力している。「レナペ族」は「デラウェア族」とも呼ばれ、ポウハタン族など他部族との連合主体「レニ＝レナペ」として、白人が入植してくるまで、同州の部族では最大勢力だった。
ポウハタン族は、この大陸に入植したイギリス人が出会った最初期のネイティブ・アメリカン部族であり、最初期に領土を奪われた部族でもある。もっぱらバージニア州に本拠を置いた「ポウハタン部族連邦」は17世紀に入植政府によって滅ぼされ、部族そのものはこのニュージャージー州に追いやられた。
この部族はイギリス人探検家のジョン・スミスが吹聴した、「ポウハタン族に殺されそうになったときに、酋長の娘ポカホンタスが命を身を挺（てい）して救ってくれた」という真偽不明な逸話で知られ、「白人を救ったよいインディアン」のポカホンタスのこの「善行」は、合衆国の植民史を彩る美談としてもてはやされ、アメリカの教科書の教材にまでなっている。しかしポウハタン族はこの逸話を「作り話である」として完全否定しており、1995年にディズニー社がこの逸話を題材にアニメ映画「ポカホンタス」を公開した際には、「白人に都合良く史実の改竄を行った」として全米のネイティブ・アメリカン団体とともに抗議声明を出している。
「タイノ族」は中南米の部族であるが、奴隷としてこの地に連行されてきた。
| ≪アメリカ連邦政府は公式認定していないが、州政府が認定している部族・団体≫ - 「ラマプー・レナペ族」 - 「ナンチコーク族（ナナチコーク）・レニ＝レナペ」 - 「ポウハタン族」 - 「ポウハタン・レナペ族」 - 「レナペ&チェロキー族・砂の丘のインディアン・バンド」（団体として公認） | ≪アメリカ連邦政府も州政府も公式認定していない部族≫ - 「チェロキー族」 - 「自由チェロキー族・ミサゴのバンド」 - 「タイノ・ジャチボノク族」 - 「ナンチコーク・レナペ族」 |

### インディアンカジノ
同州のネイティブ・アメリカンはすべて州公認であり、連邦公認ではないため、「インディアン・カジノ」を持てないでいる。しかし、ニュージャージー州議会は現在、州立スポーツくじの認可をアメリカ連邦政府に申請しており、これが実現すれば「インディアン・カジノ」開設の足掛かりとなる可能性がある。

## 自治体の一覧
関連項目：ニュージャージー州の自治体一覧 (人口順)
主要都市 (およびそれらの人口)：

### 大きな都市（人口100,000人以上）

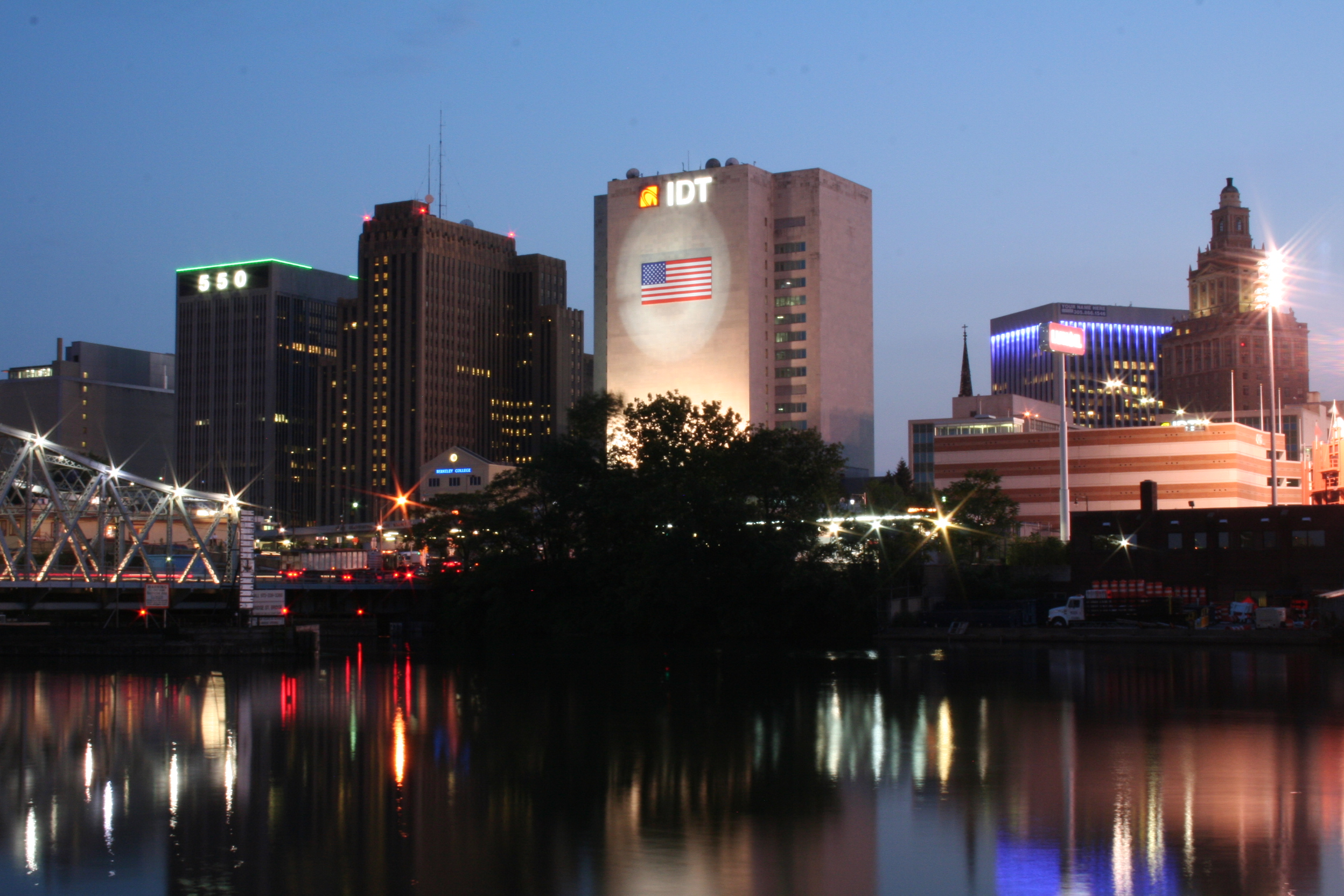
州内最大都市、ニューアーク

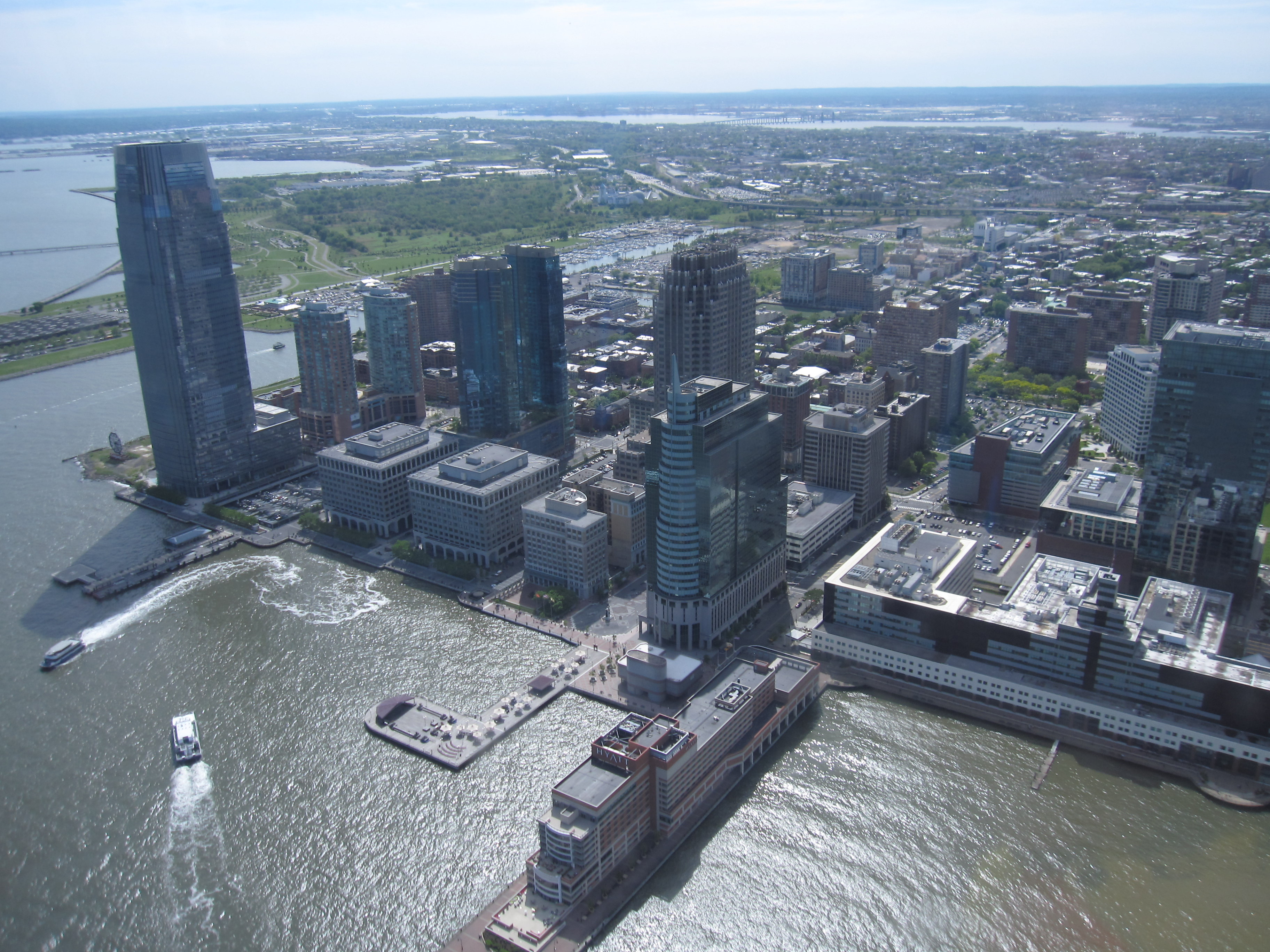
ジャージーシティ

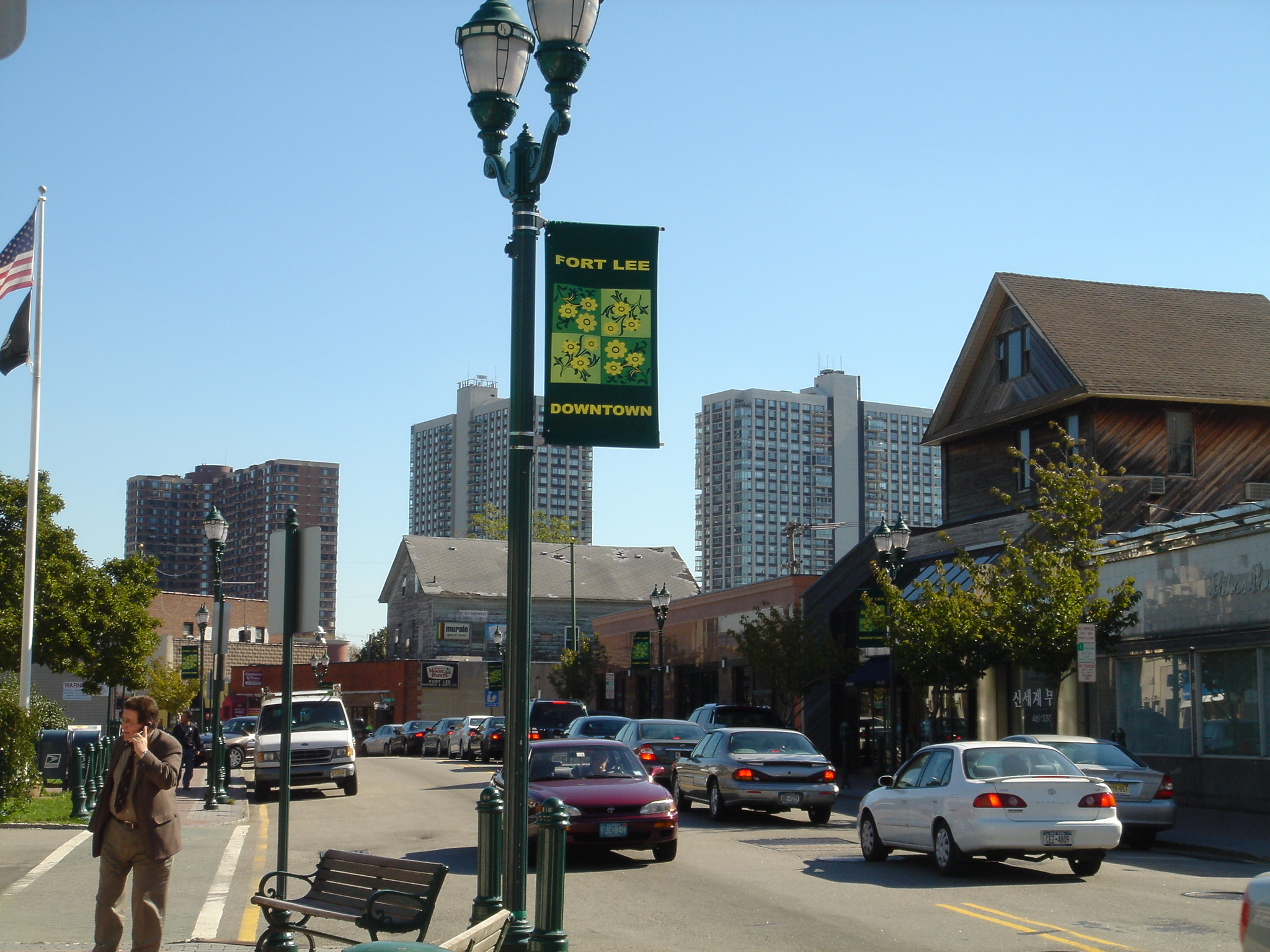
バーゲン郡フォートリー・ボロのメイン・ストリート

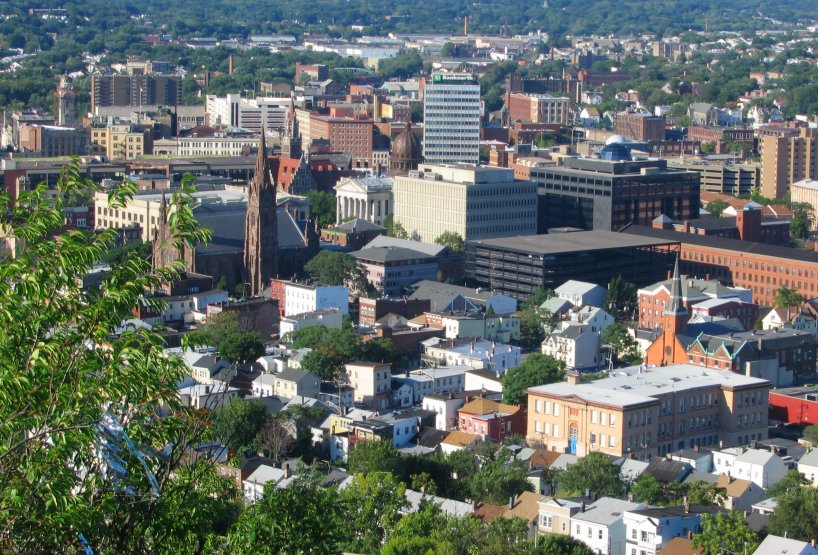
パターソン市、絹の都市とも呼ばれる。国際的な移民が集まる所になっている

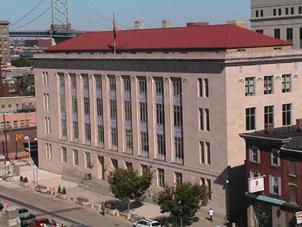
カムデン市の連邦裁判所、背景に見えるベンジャミン・フランクリン橋によってフィラデルフィアに接続されている

都市名の後の人口は特記無い限り2020年国勢調査によるものである。
- ニューアーク：311,549人
- ジャージーシティ：292,449人
- パターソン：159,732人
- エリザベス：137,298人
- レイクウッド・タウンシップ：135,158人
- エディソン・タウンシップ：107,588人
- ウッドブリッジ・タウンシップ：103,639人

### 中規模都市（人口60,000-99,999人）
- トムズリバー・タウンシップ：95,438人
- ハミルトン：92,297人
- トレントン：90,871人
- クリフトン：90,296人
- チェリーヒル：74,553人
- ブリック・タウンシップ：73,620人
- カムデン：71,791人
- ベイヨン：71,686人
- パセーイク：70,537人
- イーストオレンジ：69,612人
- ユニオンシティ：68,589人
- フランクリン・タウンシップ：68,364人
- ミドルタウン・タウンシップ：67,106人
- オールドブリッジ：66,876人
- グロスター・タウンシップ：66,034人
- ノースバーゲン・タウンシップ：63,361人
- アービントン・タウンシップ：61,176人
- ピスカタウェイ・タウンシップ：60,804人
- バインランド：60,780人
- ホーボーケン：60,419人

### 他（人口59,999人以下）
以下の町は人口59,999人以下であり、大学町などの特徴を有するために著名な都市である。
- アスバリーパーク
- アトランティックシティ
- ユーイング
- フォートリー
- ハッケンサック
- ランバートビル
- ロングブランチ
- モリスタウン
- ニューブランズウィック
- ポイントプレゼント
- プリンストン
- レッドバンク
- サウスオレンジ
- ティーネック
- ユニオン
- ウェイン
- ウェストオレンジ
- ワイルドウッド

一人当たり収入による豊かな自治体
参照：en:New Jersey locations by per capita income
| 1 en:Mantoloking, New Jersey $114,017 2 en:Saddle River, New Jersey $85,934 3 en:Far Hills, New Jersey $81,535 4 en:Essex Fells, New Jersey $77,434 5 en:Alpine, New Jersey $76,995 6 en:Millburn, New Jersey $76,796 7 en:Rumson, New Jersey $73,692 8 ハーディング郡区 (ニュージャージー州) $72,689 9 テターボロ $72,613 10 en:Bernardsville, New Jersey $69,854 11 en:Chatham Township, New Jersey $65,497 12 en:Tewksbury Township, New Jersey $65,470 13 en:Mountain Lakes, New Jersey $65,086 14 en:Sea Girt, New Jersey $63,871 15 en:Ho-Ho-Kus, New Jersey $63,594 16 en:Summit, New Jersey $62,598 17 en:Mendham Township, New Jersey $61,460 18 フランクリンレイクス (ニュージャージー州) $59,763 19 スプリングレイク (ニュージャージー州) $59,445 20 en:Watchung, New Jersey $58,653 21 en:Englewood Cliffs, New Jersey $57,399 22 en:Upper Saddle River, New Jersey $57,239 23 en:Peapack-Gladstone, New Jersey $56,542 24 en:Bernards Township, New Jersey $56,521 25 プリンストン郡区 (ニュージャージー州) $56,360 | 以下は貧しい自治体 693 ニューアーク (ニュージャージー州) $13,009 694 en:Laurel Lake, New Jersey $12,965 695 パセーイク $12,874 696 en:Seabrook Farms, New Jersey $12,499 697 McGuire Air Force Base, New Jersey $12,364 698 en:New Hanover Township, New Jersey $12,140 699 レイクウッド (ニュージャージー州) $11,802 700 ブリッジトン (ニュージャージー州) $10,917 701 en:Fort Dix, New Jersey $10,543 702 カムデン (ニュージャージー州) $9,815 |

## 政治と法律

### 行政府
ニュージャージー州知事の位置づけは合衆国内でも最大級に強力なものである。2010年まで、知事は州全体の選挙で選ばれる唯一の役職であり、他の役人は知事が指名していた。以前は知事代行も同時にニュージャージー州議会上院議長として機能し、議会の半分と行政の全てに指示する立場だったので強力だった。2002年の2007年に上院議長のリチャード・コーデイが短期間の知事代行となり、2004年から2006年にはからもリチャード・マクグリーベイ知事の辞任により長期間の知事代行となった。2005年に州憲法が修正され、知事職が空席となった場合でも、上院議長は議員を辞職しない限り知事代行を務めることができなくなった。2024年時点の州知事は民主党出身のフィル・マーフィーである。
知事公舎はプリンストンにあるドラムスワケットである。
2010年以前には、副知事がいない数少ない州の一つだった。共和党のキム・グアダーニョが初代副知事に当選し、2010年1月9日に就任した。2009年11月の州知事選挙ではクリスティ知事候補と共に共和党推薦で立候補し、当選した。この役職は2005年11月8日の住民投票で承認された憲法修正により創設され、2006年1月17日に施行された新制度によって選ばれた。

### 立法府

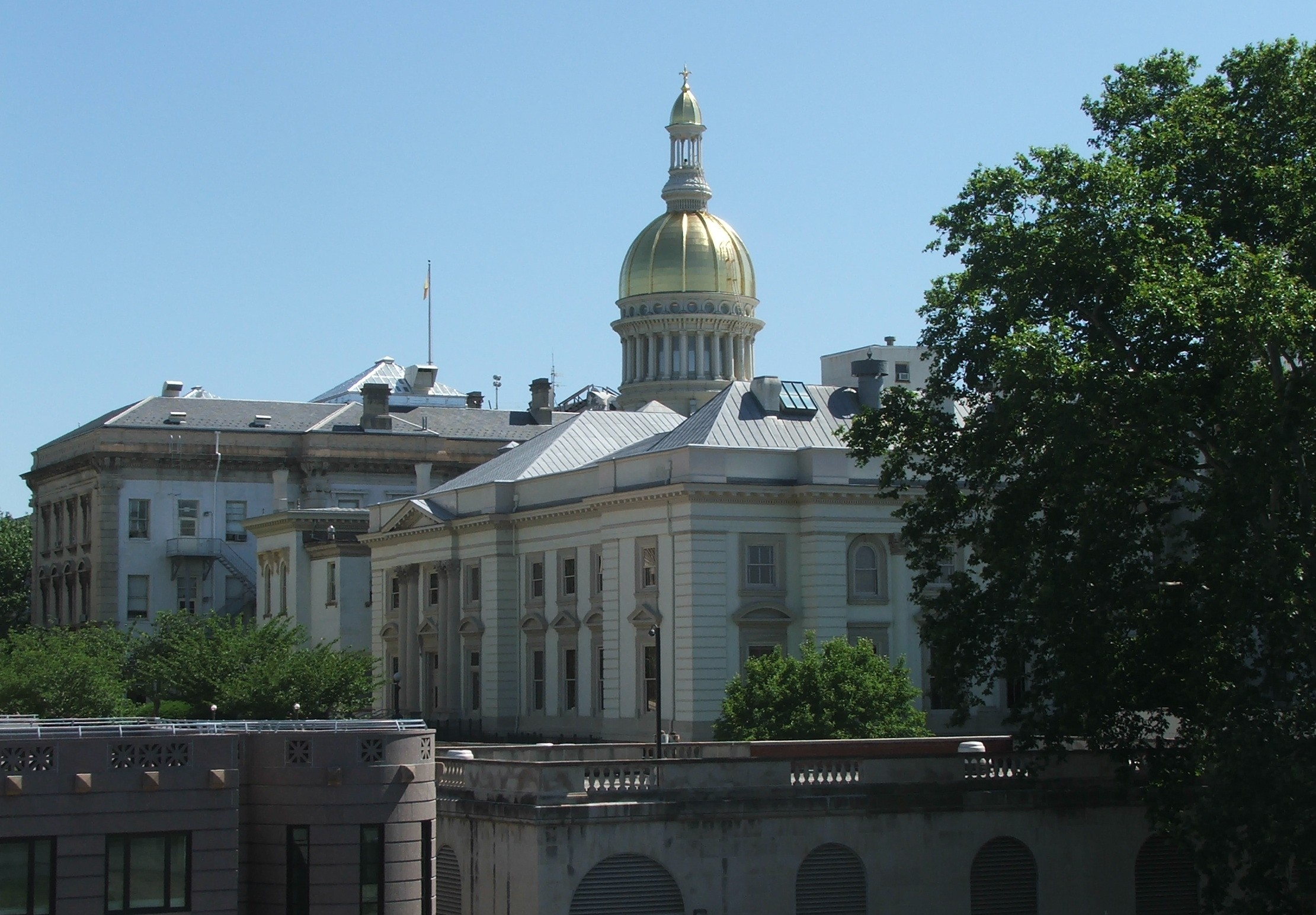
ニュージャージー州会議事堂、トレントン市、金色のドームが目印

1947年に採択されたニュージャージー州憲法では上院と下院からなる両院制議会を規定している。上院の定数は40人、下院は80人である。州内に40の選挙区があり、それぞれ上院議員1人と下院議員2人を選出する。下院議員の任期は2年間であり、偶数年の選挙で選ばれる。上院議員の任期は4年または2年間であり、西暦の下1桁が1、3、7の年に選挙が行われる。
ニュージャージー州は州役人の選挙を奇数年に行う国内5州の一つである。役人の任期は4年間であり、大統領選挙の翌年に選挙が行われている。

### 司法府
ニュージャージー州最高裁判所には1人の首席判事と6人の陪席判事がいる。全て州知事が指名し、上院の過半数の「助言と同意」を受ける。判事の任期は7年間であり、70歳までは再任されることができる。
州内司法府の日々の任務は、大半が「地方裁判所」で行われる。交通違反、小さな刑事事件、小さな民事事件が対象である。
重大な刑事事件や民事事件は、各郡にあるニュージャージー州上級裁判所で審問される。上級裁判所の全ての判事は州知事が指名し、上院の過半数の「助言と同意」を受ける。判事の任期は7年間であり、70歳までは再任されることができる。
司法の考え方は衡平法を採用している。隣接するデラウェア州と同様だが、合衆国内の他州では少ない。ニュージャージー州上級裁判所は、事例によってコモン・ローと衡平法の部門に分けられている。
上級裁判所にはまた控訴部門もあり、中間控訴審として機能している。判事は首席判事から控訴部門に割り付けられる。
また税務裁判所もあるが、取り扱う範囲が限られている。その判事は郡税務委員会の決定事項に対する申し立てを審問する。州の所得税、消費税、事業税、住宅の割戻金など課税部門長による決定事項に対する申し立ても審問する。税務裁判所からの控訴は上級裁判所の控訴部門が審問する。税務裁判所判事は州知事が指名し、任期は7年間であり、70歳までは再任されることができる。判事は12人いる。

### 郡
ニュージャージー州は21の郡に分けられている。この内13郡は植民地時代に設立された。1692年には州の全域が郡に分割されており、郡を分割することで新郡を作ってきた。最新の郡は1857年に設立されたユニオン郡である。郡政委員は国内で唯一「フリーホルダー」と呼ばれている。郡政委員の数は各郡の住民投票で決められ、3人、5人、7人、9人の中から選定される必要がある。
郡によって行政機能と立法機能を郡政委員会に集めている郡と、行政機能を別の組織に分けている郡がある。16の郡は郡政委員会が両機能を果たし、各委員は行政部門の責任を任されている。残り5郡は直接選挙で選ばれる郡執行役がおり、行政部門の長になっている。郡執行役のいない郡で、郡管理官が雇用され、日々の運営を管理する場合がある。

### 自治体
州内には565の自治体がある。2013年1月1日にプリンストン・タウンシップとプリンストン・ボロが合併して新プリンストン・ボロができる前は566だった。西部や南部の州とは異なり、州内全土が自治体に分割されている。2008年、ジョン・コーザイン州知事が、人口1万人未満の町への州助成金を削減し、合併を奨励して管理費を削減しようとした。2009年5月、地方単位再組織化統合委員会が、州南部の約40の小さな町について検討を始め、どこを統合の候補とするかを決めようとしている。

#### 自治体政府の種類
19世紀に自治体政府の種類を考案したとき、市が一番大きく、その下にボロと村があり、その間にくる田園部は面積の大きなタウンシップに含まれるように考えられた。これは現在も当てはまっているが、シュルーズベリー・タウンシップの場合は長い間に分割を重ね、現在は住宅開発地1つだけ、面積は1平方マイル (1.6 km2)に満たなくなった。幾つかのタウンシップは領域を変えておらず、現在も広大な郊外地となって、人口は都市と同じくらいであり、伝統的な中心街やメインストリートの代わりにショッピングセンターや高規格道路の周りに集まっている。
ショートヒルやマレーヒルなど多くの場所は自治体ではなく、1つの地区であり、境界線が無い。家の集合、伝統的な地区、郵便のための地区、国勢調査指定地域は異なる場合が多い。

#### 自治体政府の形態
当初は自治体の種類に応じて独自の政府形態を持っていたが、現在ではどの種類の自治体でも政府形態を選択できる。「ボロ形態」の政府を選択できのはボロのみである。
20世紀からは改革志向に推進されて6種の政府形態が試みられた、これは1911年に州議会で成立したウォルシュ法が切っ掛けであり、無党派選挙で選ばれる3ないし5人の委員会形式だった。その後の1923年に自治体マネジャー法が成立し、無党派の評議会と評議会の互選で選ばれる弱い首長の形となり、さらに日々の管理を行うマネジャーを指名する評議会・マネジャー政府が導入された。
1950年に法制化され、その後1981年に修正されたフォークナー法では、首長・評議会方式、評議会・マネジャー方式、小さな自治体方式、首長・評議会・管理官方式という4つの案を提案した。強い行政府とプロの管理について好みに応じて選択でき、また政府の性格を選定するために大きな柔軟性を持たせた。評議会の定数、自治体全域あるいは選挙区で選ばれる役職と、その両者の組み合わせで選ばれる役職、半数ずつの改選あるいは全員同時の改選、また首長を評議会が選ぶか有権者が選ぶか、などの選択肢である。大きな自治体と、州民の大多数はフォークナー法憲章による自治体に統治されている。自治体は独自の特徴ある政府形態を形成することもでき、州議会の承認を得た特別憲章の下で運営される。
自治体はその政府種類から得た名前を保持しているが、現代の政府形態の1つに、あるいは過去の伝統的な形態のものに変えることができる。形式的な名称で一般大衆を迷わすこともある。例えば、公式に村を選んでいる4つの自治体があるが、ロッホアーバーのみが村の政府形態を保持している。他の3つは、村ではない政府形態を選んでいる。

### 政治

#### 社会的姿勢と問題
社会的には国内でもリベラルな州と見なされている。世論調査では、住民の60%が中絶権利擁護派であるが、妊娠後期の中絶や部分出産中絶には過半数が反対し、また公的資金による中絶にも反対している。2009年、クウイニピアク大学世論研究所の調査では、同性結婚に49%が賛成し、反対は43%だった。
2004年4月、ニュージャージー州は同棲関係法を法制化し、62歳以上の同性および異性の組み合わせに適用されることとした。2006年、州最高裁判所は4対3の票決で、州議会はゲイとレズビアンのカップルに結婚の権利を与えなければならないと裁定した。さらに2007年2月19日執行で、同性カップルにシビル・ユニオンを提供することで国内3番目の州になった。これによって850以上の権利、特権、責任を与えている。しかし、議会は同性の組み合わせに対して「結婚」という言葉を用いることを拒否した。こうして同棲関係、シビル・ユニオン、結婚という3つの形態があることになった。
ニュージャージー州の銃規制法は国内でも最も厳しいレベルであり、武器、先に穴のある弾丸、さらにはパチンコまでも禁じる条項が含まれている。銃を持たない暴行は重罪に入らず、BB弾や黒色火薬は全て近代兵器として扱われる。州外の銃砲免許は認められず、州独自の法を強制している。

#### 選挙
| 年     | 共和党           | 民主党           |
| ------ | ---------------- | ---------------- |
| 2012年 | 40.62% 1,478,088 | 58.34% 2,122,786 |
| 2008年 | 41.61% 1,613,207 | 57.14% 2,215,422 |
| 2004年 | 46.24% 1,670,003 | 52.92% 1,911,430 |
| 2000年 | 40.29% 1,284,173 | 56.13% 1,788,850 |
| 1996年 | 35.86% 1,103,078 | 53.72% 1,652,329 |
| 1992年 | 40.58% 1,356,865 | 42.95% 1,436,206 |
| 1988年 | 56.24% 1,743,192 | 42.60% 1,320,352 |
| 1984年 | 60.09% 1,933,630 | 39.20% 1,261,323 |
| 1980年 | 51.97% 1,546,557 | 38.56% 1,147,364 |
| 1976年 | 50.08% 1,509,688 | 47.92% 1,444,653 |
| 1972年 | 61.57% 1,845,502 | 36.77% 1,102,211 |
| 1968年 | 46.10% 1,325,467 | 43.97% 1,264,206 |
| 1964年 | 33.86% 963,843   | 65.61% 1,867,671 |
| 1960年 | 49.16% 1,363,324 | 49.96% 1,385,415 |

ニュージャージー州はもともと国政選挙では共和党が強い州だったが、2000年代以降は民主党の強固な地盤になっている。2024年時点で、民主党は州議会両院の多数派を占め、連邦議会は上院議員2人を独占、下院は10対2で共和党を圧倒している。
民主党の強い同州であるが、2021年の州知事選挙では再選した民主党のフィル・マーフィーが共和党候補に予想外の接戦を強いられた。
先述の通り、国政選挙では民主党を強く支持するようになってきが、過去には共和党が強かった時代があり、1948年、1968年、1976年と全国的に接戦だった大統領選挙でも、ニュージャージー州では共和党候補が難なく制した。なお、1960年、1968年、1992年の大統領選挙では、ニュージャージー州が接戦州に位置付けられた。
民主党が強い地域はカムデン郡、エセックス郡（州最大都市のニューアークを含む）、ハドソン郡（ジャージーシティを含む）、マーサー郡（特にトレントン、プリンストン周辺）、ミドルセックス郡、ユニオン郡（エリザベスを含む）である。
郊外部である北西と南東の郡は共和党支持の傾向にある。オーシャン郡のある海岸部、州北西部山岳地にあるモリス郡、サセックス郡、ウォーレン郡で強い。その他の郊外部、特にバーゲン郡やバーリントン郡は民主党支持が過半数である。2008年の大統領選挙で民主党のバラク・オバマは州投票総数の57%を獲得し、41%だった共和党のジョン・マケインを破った。独立系のラルフ・ネーダーは1%未満だった。
州内の郡の約3分の1は激戦郡と見なされるが、ある郡は1つに偏ることが多い。例えばセイラム郡であり、またパセーイク郡はヒスパニック系の多い南部（パターソン市が入る）が民主党、田園部の北部が共和党である。モンマス郡、サマセット郡、ケープメイ郡などは共和党支持の傾向にあり、保守的な地域である。
ニュージャージー州では、選挙の30日以上前に住民となり、20日前までに有権者登録しておく必要がある。

#### 死刑制度
2007年12月17日、ジョン・コーザイン知事が署名して、州内で死刑を廃止する法が成立した。1965年にアイオワ州とウェストバージニア州で死刑が廃止されて以来のことになった。コーザインは既に死刑が決まっていた囚人に対し、釈放無しの終身刑に減刑する法にも署名した。

## 経済

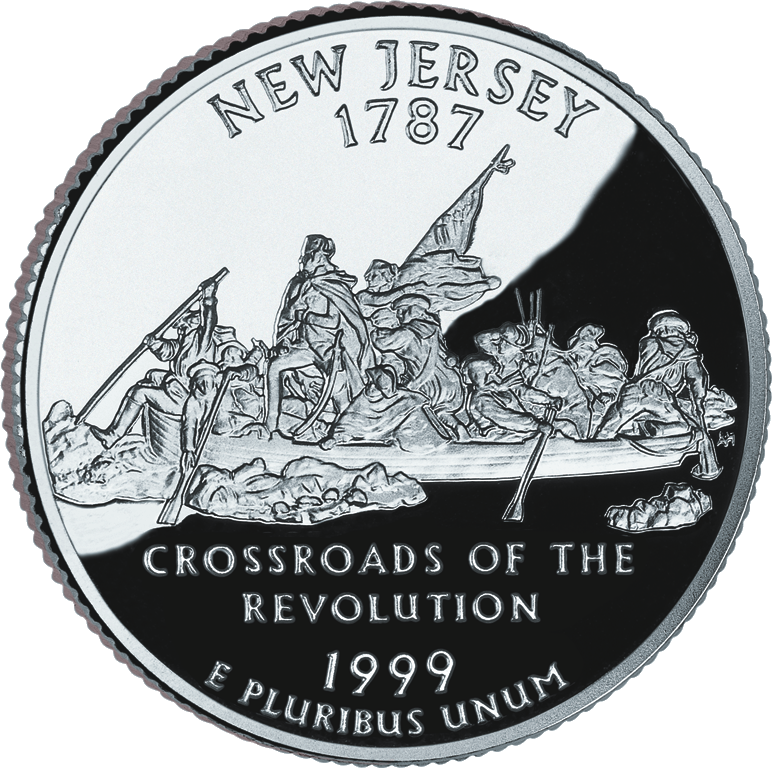
ニュージャージー州の4分の1ドル硬貨、1999年発行、デラウェア川を渡るワシントンが描かれている

アメリカ合衆国商務省経済分析局はニュージャージー州の2010年総生産が4,870億米ドルだったと推計している。2012年1月時点の州内失業率は9%だった。2011年、納税者の負担額は一人当たり37,000米ドルであり、国内第49位だった。

### 裕福さ
ニュージャージー州の一人当たり州総生産は2008年で54,699米ドルであり、国内第2位だった。これは国内の一人当たり総生産46,588米ドルを上回っている。一人当たり年収は51,358米ドルであり国内第3位だった。百万長者の比率でも国内第3位である。一人当たりの年収が国内平均を上回る場所の数では国内第2位であり、その比率は76.4%である。州内21郡のうち9郡が、国内の裕福な郡100傑に入っている。

### 税制
所得税は7段階の累進課税方式である。税率は1.4%から8.97%まである。消費税の標準税率は7%であり、特別に免税となるもの以外は小売りすべてに適用される。免税品には家庭で調理される食品の大半、医薬品、毛皮を除く衣料、履物、家庭で使い処分できる紙製品が入っている。州内約30の自治体が都市企業ゾーンに入っており、買い物客は3.5%が課税され、ゾーン以外の半分の比率である。エリザベスやジャージーシティが選択され、消費税率が低くなる。ニュージャージー州は50州の中で税率が最も高く、住民は州合計で680億米ドルを収め、地方税は一人当たり7,816米ドル、収入の12.9%に相当する。州内にある資産に対しては州法で免除されない限り全て資産税の対象である。無形資産は評価しないが、相続税は課される。

### 連邦税との不均衡
ニュージャージー州は連邦政府に収める税と受け取る歳出との間に国内最大の不均衡がある。2005年会計年度で、連邦政府に770億米ドルを収め、連邦支出として550億米ドルを受け取った。その差額はどの州よりも大きく、州民がワシントンに送った1米ドルに対し、61セントしか受け取っていない勘定になる。この計算は連邦政府が歳入以上に支出するので、その赤字を埋めていることになる。2005年時点でニュージャージー州は1982年以降、一人当たりの連邦支出で48位より上になったことはなく、その大半は50位だった。一方、ワシントンに払った一人当たりの税額は第2位あるいは第3位だった。
ニュージャージー州は度々会計赤字になっており、税負担額は国内最大クラスである。その原因は連邦政府に対する大きな税負担であり、生活費やメディケイドの高さに対する調整がないことである。研究によると、ニュージャージー州民の収入は高い傾向にあり、そのために特に代替的最小課税制度で高い税率を課されやすくなっている。

### 産業

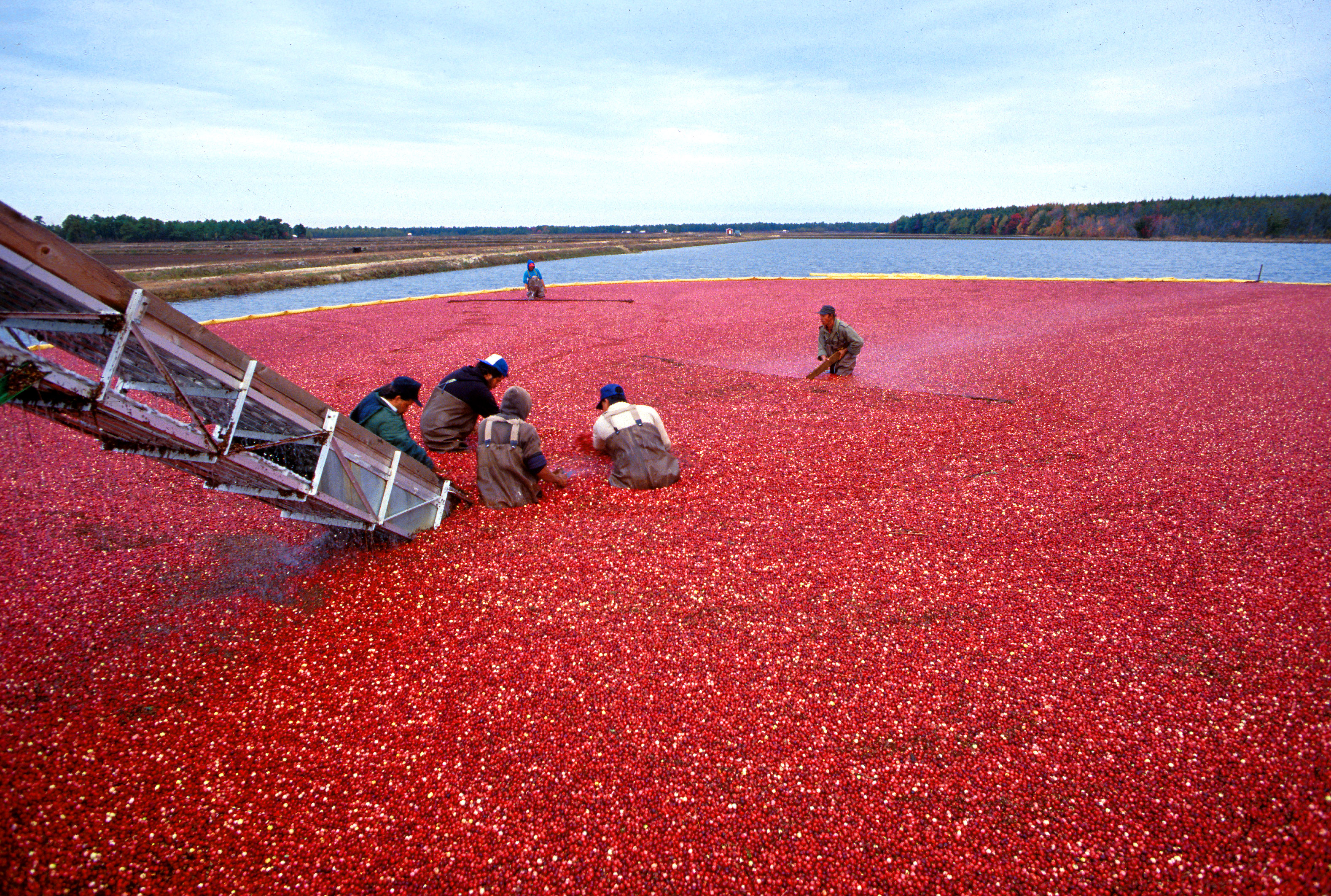
クランベリーの収穫

ニュージャージー州の経済は、薬品、金融、化学品開発、通信、食品加工、電気機器、印刷出版、観光の産業に集中している。農産物としては、苗、馬、野菜、果物と木の実、海産物、酪製品がある。ブルーベリーの生産高は国内第2位、クランベリーとほうれん草で第3位、ピーマン、桃、結球レタスで第4位である。アスパラガスの作付け面積は国内第4位である。
州内にはエネルギー消費型産業が多いが、その消費量は国内の2.7%に過ぎず、二酸化炭素排出量は国内の0.8%に留まっている。温室効果ガスの排出量が比較的少ないことは、原子力の利用によるところが大きい。エネルギー情報管理局によれば、州内電力市場で原子力発電の比率が高く、総発電量の半分以上を生産している。1969年に運転を開始した国内最古の現役原子力発電所であるオイスタークリーク原子力発電所など3発電所がある。
ニュージャージー州は科学分野の経済が強い。ジョンソン・エンド・ジョンソン、サノフィ・アベンティス、ノバルティス、ファイザー、メルク・アンド・カンパニー、エフ・ホフマン・ラ・ロシュ、ブリストル・マイヤーズ スクイブなど大手薬品メーカーがある。ベライゾン・ワイヤレス、アバイア、アルカテル・ルーセント、AT&Tコミュニケーションズなど大手通信会社もある。さらに大勢の教育水準の高い労働力を惹きつけており、今日ある多様な産業を支えている。
ニュージャージー州はニューヨーク市やフィラデルフィア市という大都市に隣接しており、究極のベッドタウンである。両市で働く住民に奉仕する強いサービス産業がある。小売り、教育、不動産などである。
東海岸では最も盛んな港であるニューヨーク・ニュージャージー港という戦略的な位置にあることで、輸送産業も強い。ニューアーク・エリザベス・マリンターミナルは世界初のコンテナターミナルであり、現在も世界最大級となっている。化学品開発、石油精製、食品加工の分野も強い。
州内にはフォーチュン500に入る会社24社が本社を置いている。パラマス・ボロは国内最大級の一人当たり小売り売上高を誇っている。サマセット郡、モリス郡、ハンタードン郡、バーゲン郡、モンマス郡などは国内でも収入の高い郡に入っている。他にも100傑に入る郡が4つある。

#### 観光業

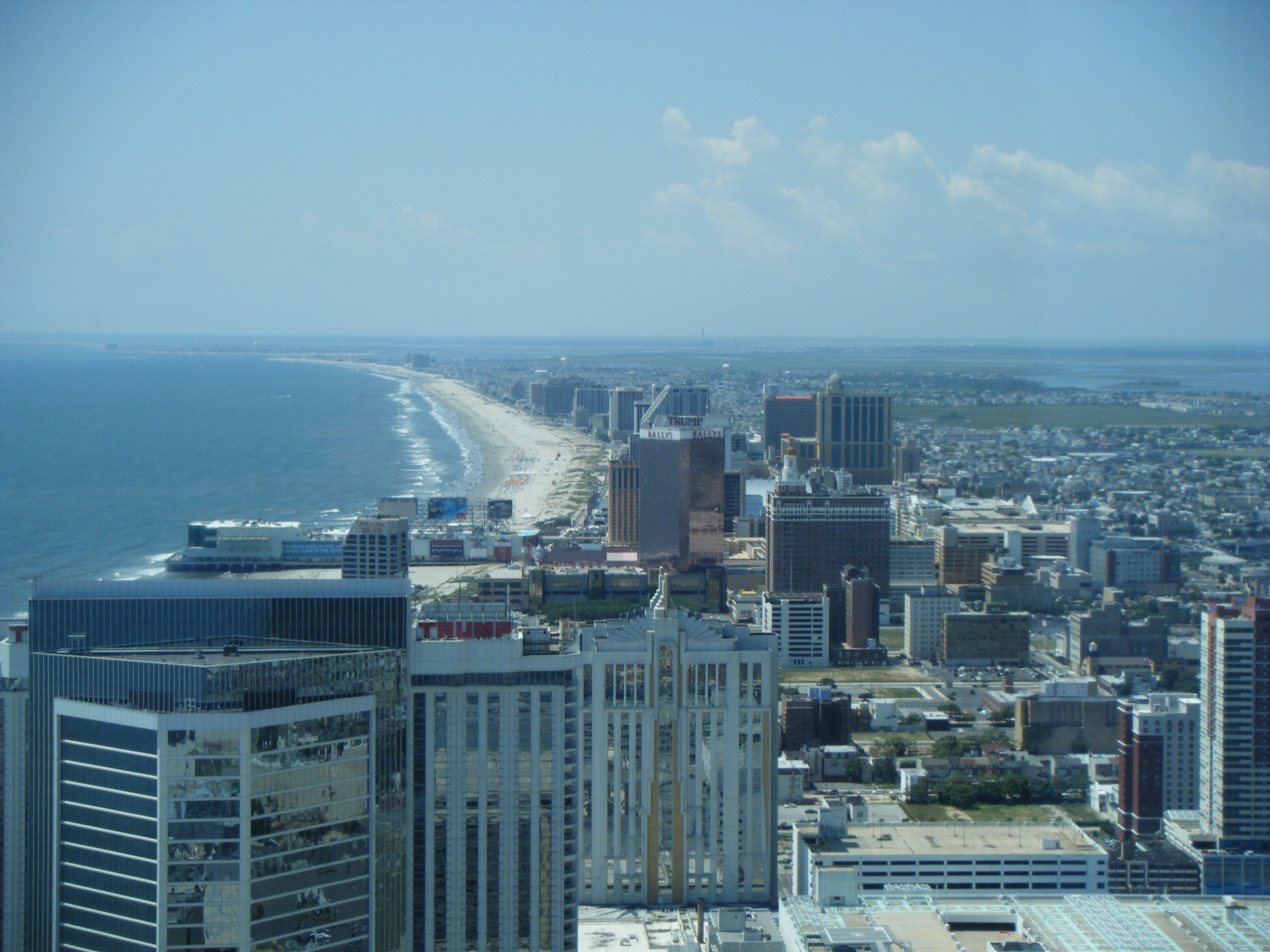
アトランティックシティのスカイライン、レベル・カジノの47階から南を望む。オーシャンフロントのリゾートであり、州内ギャンブル産業の中核である

ニュージャージー州の商業と広範な輸送体系の交差点としての位置づけにより、国民の3分の1以上とカナダ国民の多くが陸路で1晩の距離にある。これがアトランティックシティやジャージー海岸など海沿いのリゾート、その他の自然や文化の観光地に消費者を惹きつけ、2012年には10月にハリケーン・サンディの被害があったにもかかわらず、観光収入が400億米ドル近くにまでなった。

#### ギャンブル
ネバダ州についでカジノを合法化した。1978年、州議会はアトランティックシティでカジノの開業を承認した。当時はラスベガスが唯一の大規模カジノ・リゾートだった。現在、多くのカジノがアトランティックシティのボードウオーク沿いにあり、世界最長のボードウオークとなっている。2013年2月26日、クリス・クリスティ州知事はオンライン・ギャンブルを認める法を成立させた。

### 天然資源
州内のほぼ半分は森である。北部の森は主にオークが自生している。ジャージー・オークは造船に大々的に使われてきた。南部は松が多い。
鉱物資源は少ない。しかし、鉱物の製錬と精製の量は他州よりも多い。現在もフランクリン・ファーネスとその周辺では鉱物精錬が行われており、昔から亜鉛生産の中心だった。
太陽光発電の設置量では国内第2位であり、国内でも再生可能エネルギーの利用率が高い州である。州内に1万を超える太陽光発電施設がある。

## 交通

### 道路

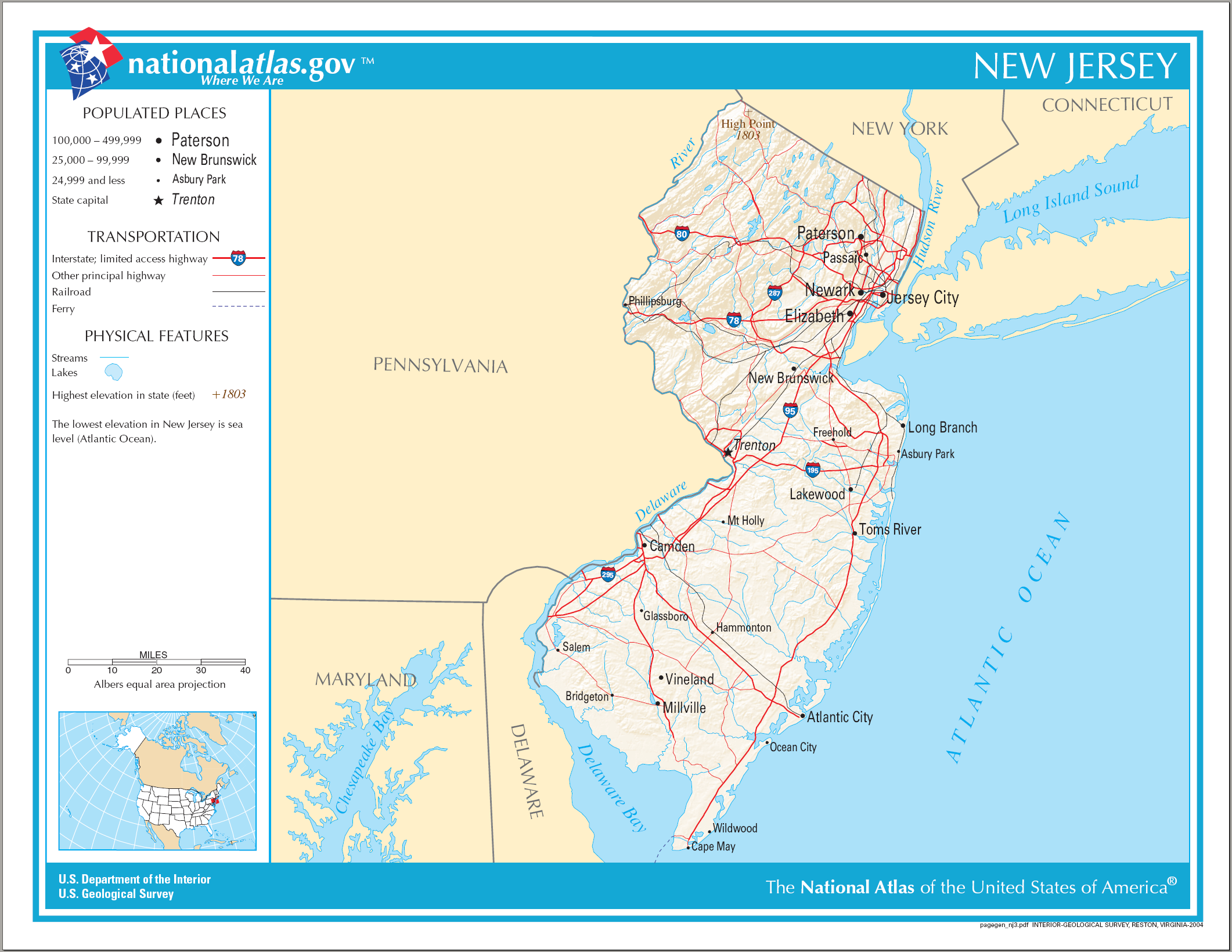
ニュージャージー州の主要交通網と都市

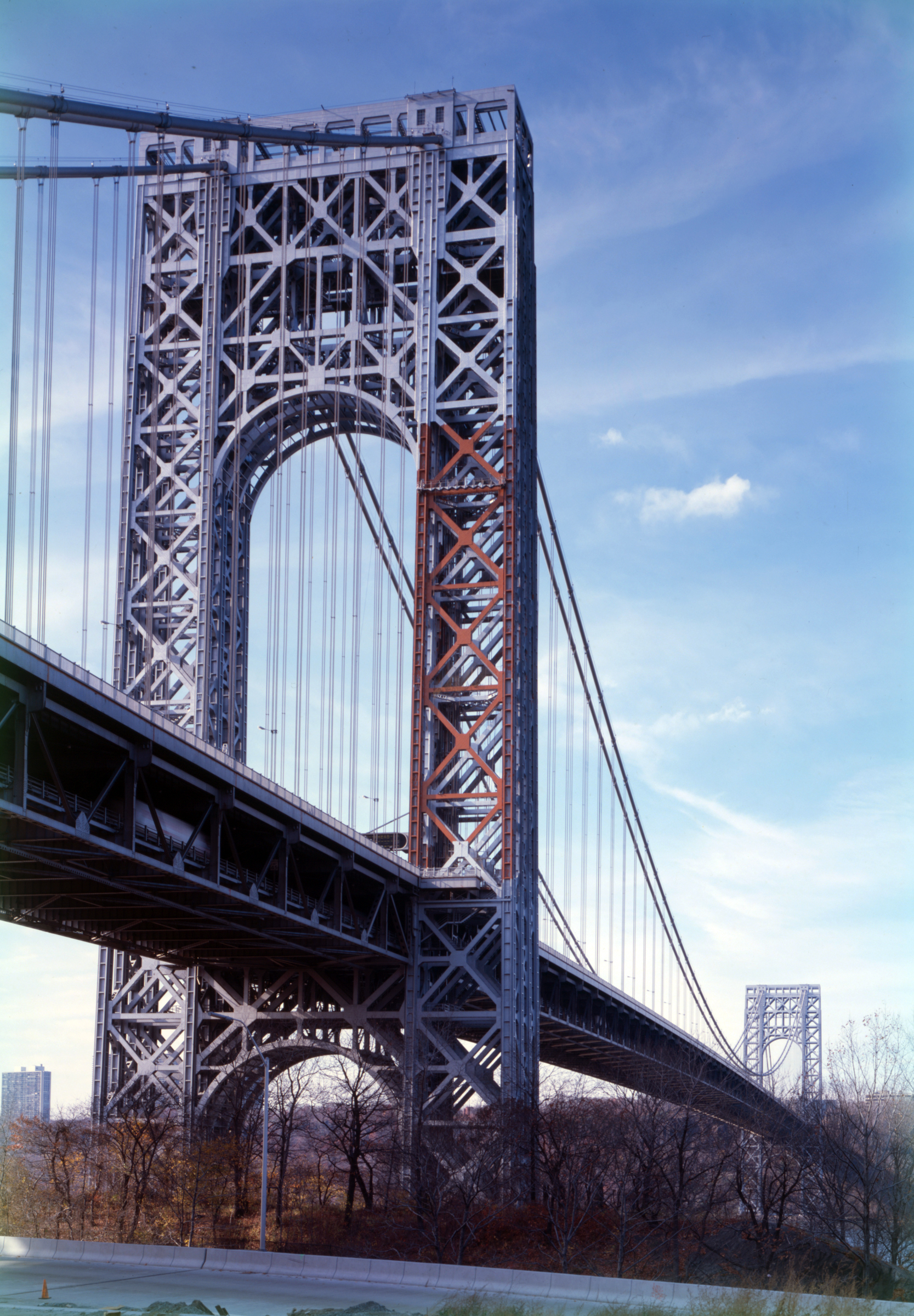
ジョージ・ワシントン橋、バーゲン郡フォートリーとニューヨーク市マンハッタンを繋ぐ

ニュージャージー・ターンパイクは国内でも著名であり、交通量の多い道路である。この有料道路はデラウェア州からニューヨーク州を繋ぎ、東部海岸の動脈になっている。途中に多くのサービスエリアがあり、発明家トマス・エジソンなどニュージャージー州出身の著名人の名前が付けられている。他には初代アメリカ合衆国財務長官アレクサンダー・ハミルトン、アメリカ合衆国大統領グロバー・クリーブランドとウッドロウ・ウィルソン、作家のジェイムズ・フェニモア・クーパー、ジョイス・キルマー、ウォルト・ホイットマン、愛国者のモリー・ピッチャー、赤十字を提唱したクララ・バートン、アメリカンフットボールのヴィンス・ロンバルディなどの名がある。
ガーデンステート・パークウェイは、北州境のモントベールから州南端のケープメイまで172.4マイル (277.5 km) を走っている。ニューヨーク大都市圏とアトランティック・シティーなどの大西洋岸を結ぶ幹線道になっている。15車線の他に路肩6車線があり、途中のミドルセックス郡ラリタン川に架かるドリスコル橋は、その車線数で世界一幅の広い橋になっている。交通量も多い。
ニュージャージー州とニューヨーク市はいくつかの橋やトンネルで繋がれている。ジョージ・ワシントン橋は1日30万台の通行量があり、世界最大級の通行量となっている。バーゲン郡フォートリーとニューヨーク市アッパーマンハッタンのワシントンハイツを繋いでいる。リンカーン・トンネルはニュージャージー州道495号線でミッドタウン・マンハッタンに出る。ホランド・トンネルは州間高速道路78号線でロウアー・マンハッタンに出る。この3ルートは交通量が特に多い。スタテン島とも3つの橋で繋がれている。南からアウターブリッジ・クロッシング、ゴーサルズ橋、ベイヨン橋となっている。
その他の高規格道路としてアトランティックシティ・エクスプレスウェイ、パリセイズ州間パークウェイがあり、州間高速道路では、76号線、78号線、80号線、95号線、195号線、278号線、280号線、287号線、295号線、676号線が走っている。アメリカ国道では、アメリカ国道1号線や同9号線が通り、ニュージャージー州道では4号線、40号線、17号線、46号線が幹線道である。
ニュージャージー州は付近の3州と州間協定を結んでいる。ニューヨーク州との間はニューヨーク・ニュージャージー港湾公社、ペンシルベニア州との間はデラウェア川港湾局、デラウェア州との間はデラウェア川・湾管理局が、州内に出入りする主要交通ルートを運営している。橋の通行料は一方向のみ徴収される。すなわち州内に入るときは無料であり、出て行くときが有料である。例外はディングマンズフェリー橋とデラウェア川ターンパイク有料橋であり、双方向で課金される。トレントンに近いワシントン・クロッシング橋とスカダーズフォールズ橋、トレントン市内のカルフーン通り橋とブリッジ通り橋は無料である。またデラウェア川に架かるリバートン・ベルビデア橋なども無料である。
州内のガソリンスタンドでは店員がサービスすることが義務づけられ、セルフサービスは違法である。このような州は他にオレゴン州があるのみである。

### 空港
ニューアーク・リバティ国際空港は国内でも利用客数の多い空港である。ニューヨーク・ニュージャージー港湾公社が運営しており、ニューヨーク都市圏では主要空港の1つである。ユナイテッド航空が最大のテナントであり、ハブ空港として使っている。フェデックス・エクスプレスも貨物のハブ空港としている。ニューアーク空港鉄道駅が接続し、北東回廊のアムトラックやニュージャージー・トランジットが入ってきている。
小さな商業空港としてはアトランティックシティ国際空港やトレントン・マーサー空港もある。バーゲン郡のティーターボロ空港は一般用途空港であり、ニューヨーク市に近いことで、私有機や法人機が利用している。カンバーランド郡のミルビル市民空港も一般用途空港であり、海岸に近いという利便性がある。

### 鉄道とバス

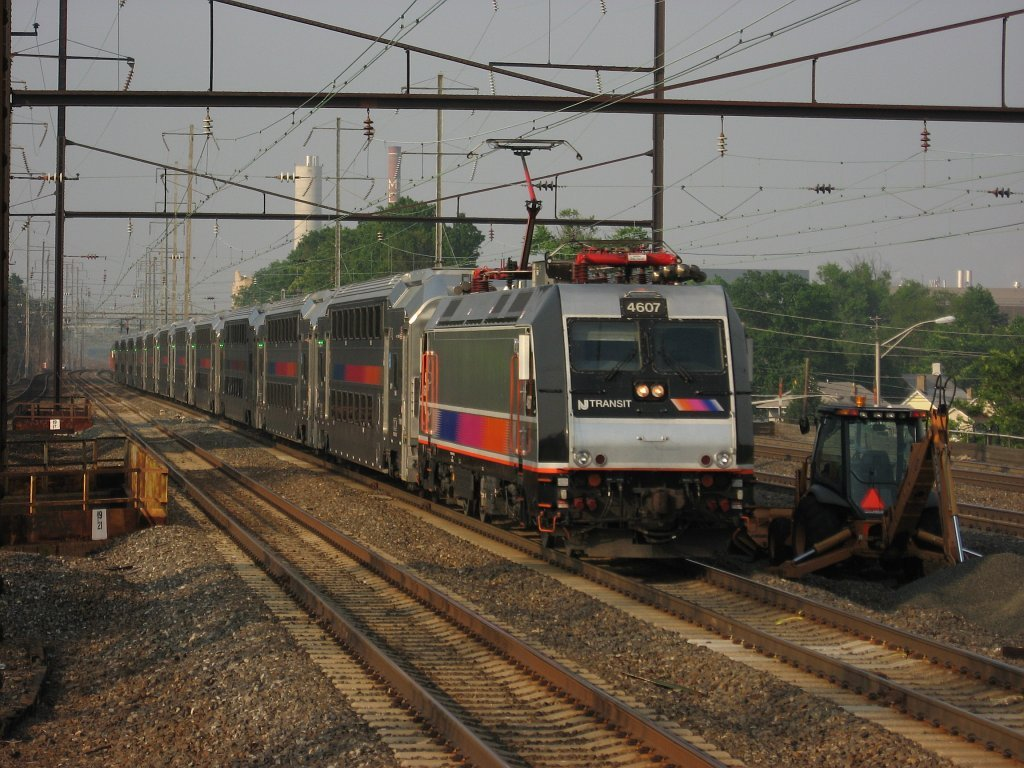
ニュージャージー・トランジットの列車、ラーウェイを通り北東回廊を走る

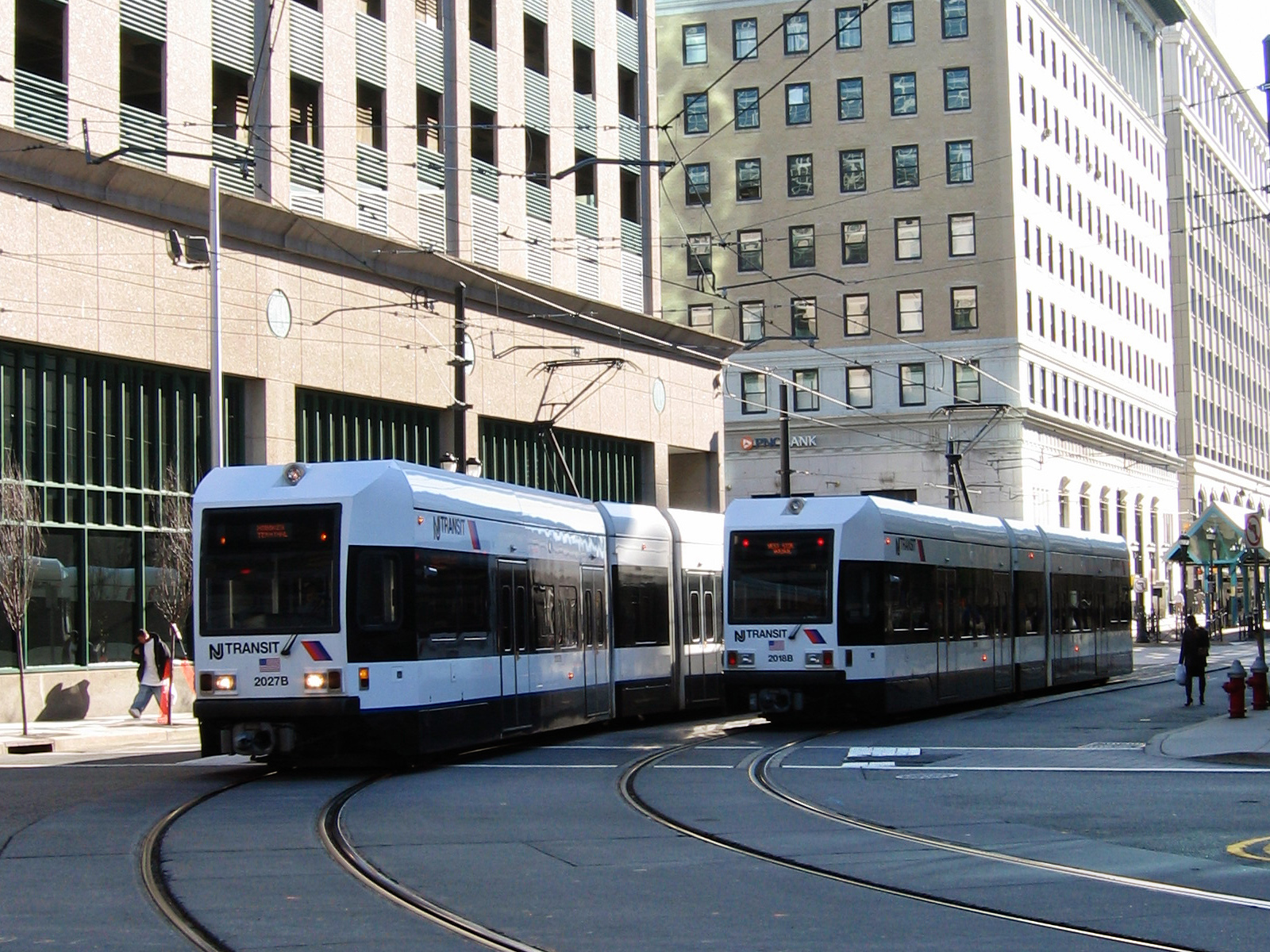
ハドソン・バーゲン・ライトレール、ジャージーシティ

ニュージャージー・トランジットが州内で広範に鉄道とバスを運行している。州が経営する法人であり、北部のいくつかの民間バス会社を統合して設立された。1980年代初めには北部や中央部の町とニューヨーク市を繋ぐコンレールの通勤路線を買収した。現在は11路線があり、州内各地で運行されている。始点が州内各地にあり、終点はニューヨーク市のペンシルベニア駅かホーボーケン市のホーボーケン・ターミナルになっている。1989年にアトランティックシティとリンデンウォルド間の運行を始め、1990年代にはフィラデルフィアまで延伸した。
ニュージャージー・トランジットはライトレール線3本も運行している。ハドソン・バーゲン・ライトレールはベイヨンとノースバーゲンを繋ぎ、バーゲン郡内への延伸が計画されている。ニューアーク・ライトレールは州内唯一の地下鉄であるが、部分的に地下を走っているだけである。その本線はニューアーク中心街のペンシルベニア駅と、市内各地を結び、ブルームフィールドのグローブ通り駅が終点になっている。ニューアーク・エリザベス鉄道リンクの最初の区間であるブロード通り線は、ニューアーク・ブロード通り駅とニューアーク中心街のペンシルベニア駅を結んでいる。リバーラインもライトレールであり、トレントンとカムデンを繋いでいる。
トランス・ハドソン港湾局は、ホーボーケン、ジャージーシティ、ハリソン、ニューアークとニューヨーク市を繋ぐ半地下の鉄道である。4線を運行している。ハドソン郡、エセックス郡あるいはニューヨーク市のマンハッタンが終点である。
パトコの高速鉄道線はカムデン郡とフィラデルフィア市を結んでいる。リンデンウォルドとフィラデルフィア市中心部を結ぶ高架鉄道である。停車駅はリンデンウォルド、ボーヒーズ、チェリーヒル、ハドンフィールド、ハドン・タウンシップ、コリングスウッド、カムデンにある。フィラデルフィア市内にも4駅ある。
アムトラックも多くの長距離列車を走らせている。ニューアーク空港に接続している他、トレントン、メトロパーク、ニューアークに停車駅がある。
南東ペンシルベニア交通局（SEPTA）もニュージャージー州内に2路線を運行している。トレントン線はトレントン・トランシット・センターが終点であり、ウェストトレントン線はユーイングのウェストトレントン鉄道駅が終点である。
エアトレイン・ニューアークは、北東回廊のアムトラックとニュージャージー・トランジットの駅から空港とその駐車場を結ぶモノレールである。
民間のバス会社も幾つか残っている。赤字を埋めるために州の資金で運行し、州が所有するバスをコーチUSAなどの会社に提供している。他にチャーターバスや観光バスの会社もあり、州内各地、ニューヨーク市、フィラデルフィア市、デラウェア州からアトランティックシティのカジノ・リゾートに客を運んでいる。グレイハウンドは、ニューアーク、アトランティックシティ、マウントローレルのターミナルから長距離バスを運行している。

### フェリー
デラウェア湾では、デラウェア川・湾管理局がケープメイ・ルイス・フェリーを運航している。またニュージャージー州フォートモットとデラウェア州のフォートデラウェア間、およびフォートデュポン間にもフェリーを運航している。デラウェア川港湾局は、カムデンとフィラデルフィア市のペンズランディング間にリバーリンク・フェリーを運航している。
ニューヨーク・ニュージャージー港湾局のニューヨーク・ウォーターウェイでは、ベルフォード、ジャージーシティ、ホーボーケン、ウィホーケン、エッジウォーターランディングにフェリー乗り場がある。ジャージーシティのポートリバート、リバティハーバー、イクスチェンジプレース、ウィホーケンのポートインペリアルとリンカーンハーバー、ホーボーケンのホーボーケンターミナルと14番通りにはフェリー桟橋がある。マンハッタンのターミナルは、ウォールストリート第11桟橋、バッテリーパークシティ、ウェストミッドタウン・フェリーターミナルである。ジャージーシティのリバティ・ウォータータクシーはパーラスフックとリバティ州立公園からバッテリーパークシティまでフェリーを運航している。スタチュー・クルーズはリバティ州立公園から自由の女神像とエリス島へ運航している。シーストレイクはラリタン湾岸からマンハッタンまで、さらにニューヨーク・メッツの試合があるときはシェイスタジアムまで運航している。

## 教育

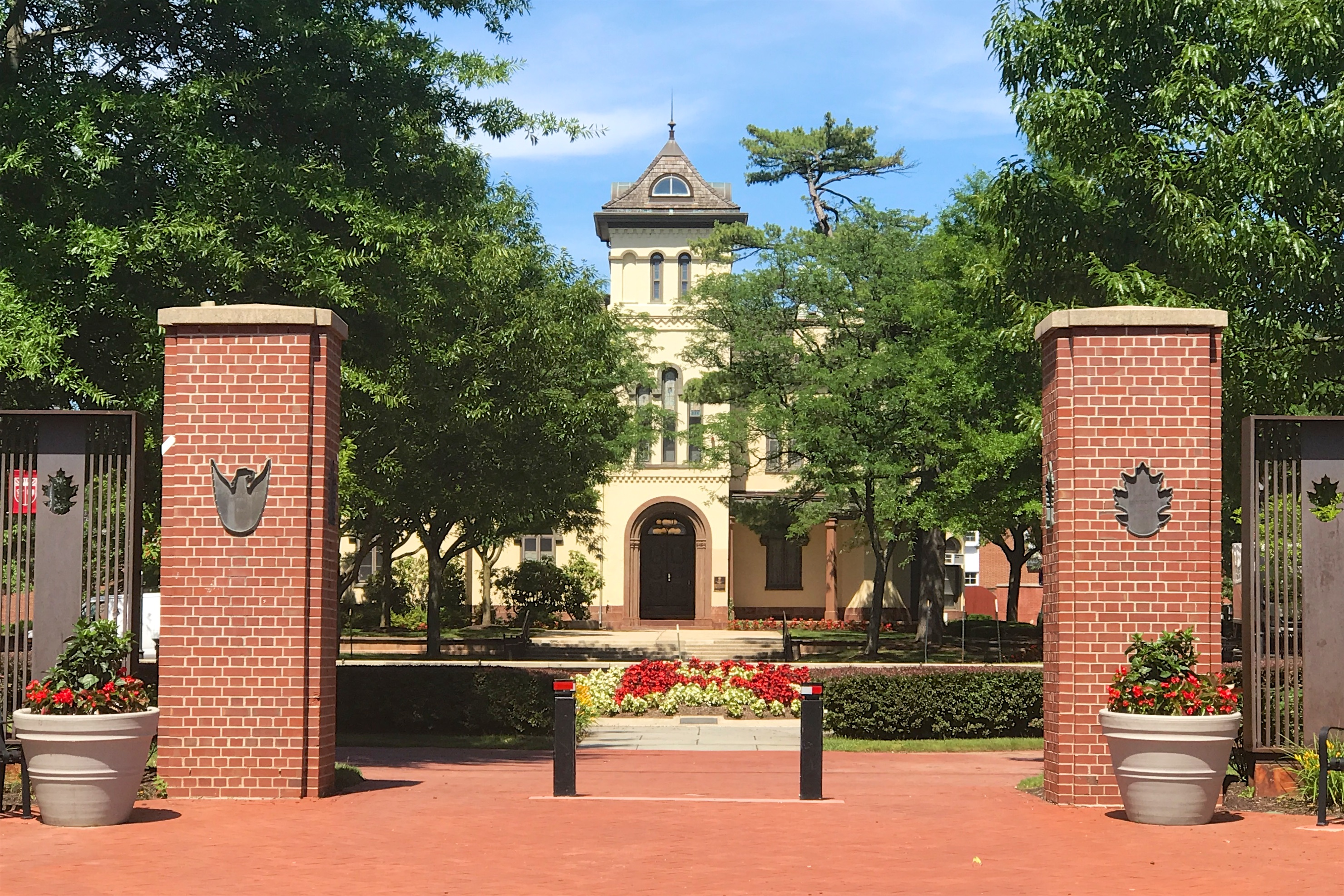
ラトガース大学ビショップハウス

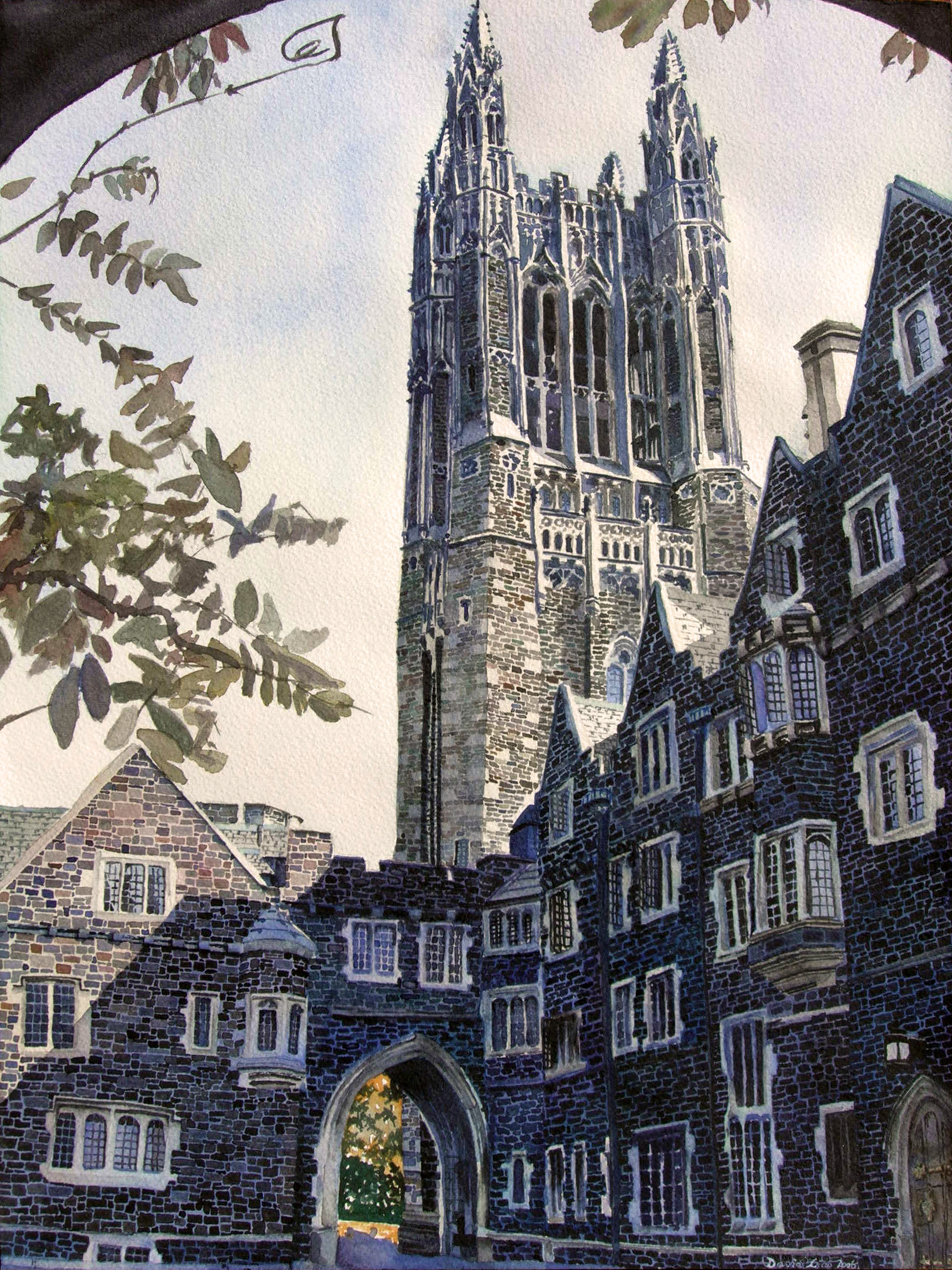
プリンストン大学のクリーブランドタワー

2010年時点で州内には605の教育学区があった。
ジョン・コーザイン州知事が指名した教育長官のリック・ローゼンバーグは、高校生の大学進学率を10%高めること、中途退学率を15%下げること、さらに学校への寄付金を10%増やすことを目標に、教育向上構想を創設した。しかし医療費からこの構想に金を回していると批判され、この計画を撤回した。2010年時点で州政府は教師全員の健康保険料を払っている。
統計データでは、公立学校生徒一人当たりに使う教育費は2009年で16,271米ドルであり、ニューヨーク州に次いで高い数字になっている。州の財源からはそのうちの41%が充当されている。
2011年ニューズウィークの統計によれば、大学進学適性試験（SAT)の結果で、モンマス郡リンクロフトのハイテクノロジー高校が2,145点、バーゲン郡ハッケンザックのバーゲン郡アカデミーが2,100点を記録し、国内の高校の第1位と第2位になった。
マーサー郡プリンストンにあるプリンストン大学は、USニューズ&ワールド・レポートの2013年全国大学番付で、マサチューセッツ州のハーバード大学と並んで第1位になった。2013年、ラトガース大学は全国的な研究型大学としての位置づけを得るために医学校と歯科学校を併設した。

### 単科および総合大学
大学名称、所在地
| - バークレーカレッジ - ブルームフィールド大学、ブルームフィールド - コールドウェル大学、コールドウェル - センテナリー大学、ハケッツタウン - ニュージャージー大学、ユーイング - セントエリザベス大学 - モリスタウン・キャンパス - フローラムパーク・キャンパス - ドリュー大学、マディソン - フェアリー・ディッキンソン大学 - フローハム・パーク・キャンパス - マディソン・キャンパス - ティーナック・キャンパス - ハッケンザック・キャンパス - フェリシアン大学 - ローダイ・キャンパス - ラザフォード・キャンパス - ジョージアンコート大学、レイクウッド - キーン大学、ユニオン - エリザベス - モンマス大学、ウエストロングブランチ - モンクレア州立大学、モンクレア - ニュージャージーシティ大学、ジャージーシティ - ニュージャージー工科大学、ニューアーク - プリンストン大学、プリンストン - ラマポ大学、マーワー (ニュージャージー州) | - リチャード・ストックトン大学、ポモナ - ライダー大学、ローレンスビル - ローワン大学 - ニューアーク・キャンパス - カムデン・キャンパス - ラトガース大学 - ニューブランズウィック/ピスカタウェイ・キャンパス - カムデン・キャンパス - ニューアーク・キャンパス - セントピーターズ大学、ジャージーシティ - シートンホール大学、サウスオレンジ - スティーブンス工科大学、ホーボーケン - トーマス・エジソン州立大学、トレントン - ニュージャージ医科歯科大学、ニューアーク - ウィリアム・パターソン大学、ウェイン |

上記の教育機関に加え、州内の21郡で運営しているコミュニティー・カレッジが19校ある。
カレッジ名称、所在地
- Atlantic Cape Community College、メイズ・ランディング（Mays Landing）
- en:Bergen Community College、パラマス
- en:Brookdale Community College、リンクロフト（Lincroft）
- Burlington County College、ペンバートン（Pemberton）
- Camden County College、ブラックウッド
- en:County College of Morris、ランドルフ（Randolph）
- Cumberland County College、ヴァインランド（Vineland）
- Essex County College、ニューアーク & ウェスト・コールドウェル（West Caldwell） campuses
- Gloucester County College、ソウェル（Sewell）
- Hudson County Community College、ジャージーシティ
- Mercer County Community College、トレントン
- Middlesex County College、エディソン
- Ocean County College、トムズリバー
- en:Passaic County Community College、パターソン、ワナクウェ（Wanaque）、ウェイン
- en:Raritan Valley Community College、ノース・ブランチ（North Branch）
- Salem Community College、カーニーズ・ポイント（Carneys Point）
- Sussex County Community College、ニュートン
- Union County College、クランフォード（Cranford） およびエリザベス
- Warren County Community College、ワシントン

### 中等教育学校
ローレンスビル・スクール、ローレンスビル市

## 芸術・文化
ニュージャージー州は他州と同様に独自の料理、宗教社会、博物館、殿堂を持っている。
州内では近代的な発明の多くが生まれた。例えば、FMラジオ、映画撮影カメラ、リチウム乾電池、電球、トランジスター、電車が挙げられる。その他にもドライブイン・シアター、ブルーベリーやクランベリーの栽培、はがき、遊歩道、ジッパー、蓄音機、塩水タフィ、飛行船、種なしスイカ、戦争で初めて使われた潜水艦、アイスクリームのコーンがある。

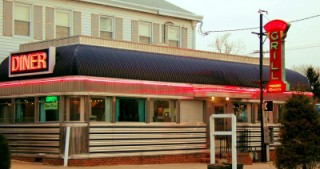
フリーホールド・ボロの軽食レストラン

州内には軽食レストランが多い。その数は600を超え他州よりも多い。

### 音楽
ニュージャージー州は全米で唯一、州歌を制定していない。民間では非公式歌として1960年にレッド・マスカラが作成した“I'm From New Jersey”が挙げられているが、州議会の公認は得られていない。
ジョージ・カー、シルヴィア、エスコーツ、ホワット・ノウツ、モーメンツなどのソウル・ミュージックが注目されたことがある。なお、これらのミュージシャンは、地元出身者と他の都市からの移住者の混成である。また、ハード・ロックのボン・ジョヴィが、ニュージャージーをテーマにした楽曲を制作した。

### 美術館・博物館
| 館名                       | 所在地                             | 開設年 | 種類                           |
| -------------------------- | ---------------------------------- | ------ | ------------------------------ |
| ニュージャージー州立博物館 | トレントン市                       | 1895年 | 一般教育                       |
| リバティサイエンスセンター | ジャージーシティ、リバティ州立公園 | 1993年 | 科学博物館                     |
| メイウッド駅博物館         | メイウッド                         | 2004年 | 鉄道博物館                     |
| モンクレア美術館           | モンクレア                         | 1914年 | 美術館                         |
| ニューアーク博物館         | ニューアーク                       | 1909年 | 自然科学と美術                 |
| プリンストン大学美術館     | プリンストン                       | 1884年 | 美術館                         |
| トマス・エジソン博物館     | メンローパーク                     | 1938年 | トマス・エジソンに係わる博物館 |

### 娯楽・演奏会場

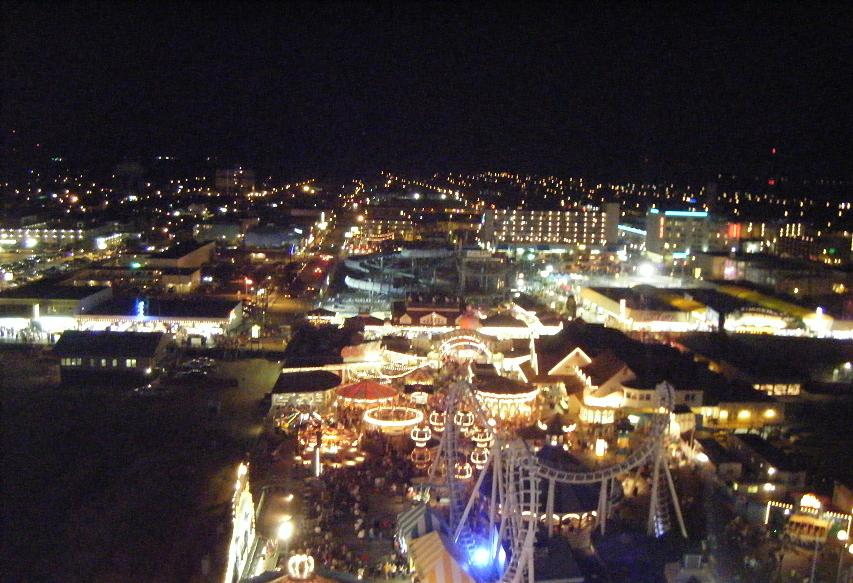
ケープメイ郡ワイルドウッドの夜景

| 海上                             | 種類             | 所在地                         | 開設年 |
| -------------------------------- | ---------------- | ------------------------------ | ------ |
| プルデンシャル・センター         | 競技場           | ニューアーク                   | 2007年 |
| アイゾッド・センター             | 競技場           | メドウランズ・スポーツ複合施設 | 1981年 |
| PNCバンク・アーツセンター        | 円形劇場         | ホルムデル                     | 1977年 |
| ニュージャージー芸能センター     | コンサートホール | ニューアーク                   | 1997年 |
| ペーパーミル・プレイハウス       | 地域劇場         | ミルバーン                     | 1968年 |
| 州立劇場                         | 地域劇場         | ニューブランズウィク           | 1921年 |
| ボードウォーク・ホール           | 競技場           | アトランティックシティ         | 1926年 |
| サスケハナ・バンクセンター       | 円形劇場         | カムデン                       | 1995年 |
| サン・ナショナルバンク・センター | 競技場           | トレントン                     | 1999年 |

### テーマパーク
| メイパーク                                   | 付設のパーク                                                                 | 所在地           | 開設年 |
| -------------------------------------------- | ---------------------------------------------------------------------------- | ---------------- | ------ |
| シックスフラッグス・グレート・アドベンチャー | シックスフラッグス・ワイルドサファリ、シックスフラッグス・ハリケーンハーバー | ジャクソン       | 1974年 |
| クレメントン・アミューズメントパーク         | スプラッシュ・ワールド                                                       | クレメントン     | 1907年 |
| ランド・オブ・メイク・ビリーブ               | パイレーツ・コーブ                                                           | ホープ           | 1958年 |
| モリーズ・ピアーズ                           | オーシャンオアシス・ウォーターパーク                                         | ワイルドウッド   | 1969年 |
| マウンテンクリーク・ウォーターパーク         | -                                                                            | バーノン         | 1998年 |
| カジノ・ピアー                               | -                                                                            | シーサイドハイツ | 1960年 |

### オーケストラなど
ニュージャージー交響楽団 本拠：ニューアーク市
音楽監督：ネーメ・ヤルヴィ

## スポーツ
NBAにはかつて1977年からニュージャージー・ネッツが存在したが、2012年にニューヨーク州ブルックリンに移転した。
MLB、NFL共にニュージャージーを冠にするチームは無いが、ニューヨーク・ジェッツとニューヨーク・ジャイアンツが本拠地を置くメットライフ・スタジアムはニュージャージー州イーストラザフォードに位置する。よってこの2チームを地元チームと認識し応援するファンがいる一方、南部には地理的な結びつきの強いフィラデルフィア・イーグルスのファンも多い。
- ニュージャージー・デビルス, NHL

- マイナーリーグ
  - ニュージャージー・カージナルズ（オーガスタ市）
  - レイクウッド・ブルークロウズ
  - トレントン・サンダー
- 独立リーグ
  - アトランティックシティ・サーフ
  - ニューアーク・ベアーズ
  - ニュージャージー・ジャッカルズ（モントクレア）
  - カムデン・リバーシャークス（カムデン）
  - サマセット・パトリオッツ（ブリッジウォーター）

## その他

### 同州出身の有名人
ラスト・ネームの五十音順
| - フランキー・ヴァリ - ポップ歌手 - エドマンド・ウィルソン - 著述家・文芸批評家・作家 - サラ・ヴォーン - 歌手 - ザ・エスコーツ(USA) - ソウル・グループ - シャキール・オニール - バスケットボール選手 - ジョージ・カー - ソウル作曲家、プロデューサー - ポール・カイザー - ソウル作曲家、プロデューサー - ノーマン・カズンズ - ジャーナリスト - グロバー・クリーブランド - 第22・24代アメリカ合衆国大統領 - グース・ゴスリン - 野球選手（アメリカ野球殿堂表彰者） - クール&ザ・ギャング - ファンク・グループ - ポール・サイモン - 歌手 - デレク・ジーター - 野球選手 - フランク・シナトラ - 歌手、エンターテイナー、俳優 - サウスサイド・ジョニー - ロック歌手 - ウェイン・ショーター - ジャズ音楽家 - ジョン・ボン・ジョヴィ - ロック歌手 - ブルース・スプリングスティーン - ロック歌手 - 高橋伶奈 - ミュージカル俳優 - マイケル・ダグラス - 俳優 - 長野智子 - フリーアナウンサー - ジャック・ニコルソン - 俳優 - ビリー・ハミルトン - 野球選手（アメリカ野球殿堂表彰者） - エド・ハリス - 俳優 - ジェイ・ウォーリー・ヒギンズ - アメリカ空軍軍人の鉄道愛好家 - ケニー・ピケット - アメリカンフットボール選手 | - ホイットニー・ヒューストン - 歌手 - ローリン・ヒル - 歌手 - ジョー・フラッコ - アメリカンフットボール選手 - マイケル・ブラッドリー - サッカー選手 - カウント・ベイシー - スウィング・ジャズ・バンド・リーダー - ロバート・クール・ベル - ファンク音楽家 - ホワットノウツ - ソウル・グループ - ダン・ミセリ - 野球選手 - ノーマン・メイラー - 作家 - ジョー・メドウィック - 野球選手（アメリカ野球殿堂表彰者） - ザ・モーメンツ - ソウル・グループ - エリック・ヤング - 野球選手 - エリック・ヤング・ジュニア - 野球選手 - アル・ライター - 野球選手 - ロバート・ランドルフ - セイクレッド・スティール音楽家 - ウォルター・シラー - 宇宙飛行士 - ジェフ・レノスキー - アスリート - デニス・ロッドマン - バスケットボール選手 - シルヴィア・ロビンソン - 歌手、作曲家、レーベル・オーナー - マイ・ケミカル・ロマンス - ロックバンド - クイン・シェパード - 女優 - 関口メンディー ‐ EXILE/GENERATIONS from EXILE TRIBE - ポール・ロブスン - 黒人霊歌歌手、政治活動家 - REINA - タレント |

### 日本の姉妹都市
- （日本） - （州内）、年
- （福井県） - （ニュージャージー州)
- （北海道北見市） - （エリザベス市）
- （山形県鶴岡市） - （ニューブランズウィック市）
- （富山県南砺市） - （マールボロ郡区（英語版） - 郡区）
- （福井県福井市） - （ニューブランズウィック市）
- （広島県三原市） - （ギャロウェイ郡区（英語版） - 郡区）
- （佐賀県大町町） - （アレンデール町）

### 慰安婦問題
- 全米で最初の慰安婦の碑が2010年10月23日にパリセイズ・パーク市の公立図書館に設置された。
- 2013年3月21日に下院、同年6月20日に上院で「日本政府に日本軍従軍慰安婦についての歴史教育を促す内容の決議案」が採択され、米国の50州のうち、両院で慰安婦決議案を保有する最初の州となった。[要出典]